# Liste der Biografien/Glo
Liste der Biografien |
Portal Biografien |
Personensuche
# |
A |
B |
C |
D |
E |
F |
G |
H |
I |
J |
K |
L |
M |
N |
O |
P |
Q |
R |
S |
T |
U |
V |
W |
X |
Y |
Z |
?
 
Ga |
Gb |
Gc |
Gd |
Ge |
Gf |
Gh |
Gi |
Gj |
Gk |
Gl |
Gm |
Gn |
Go |
Gp |
Gq |
Gr |
Gs |
Gu |
Gv |
Gw |
Gy |
Gz
 
Gla |
Glc |
Gle |
Gli |
Glo |
Glu |
Glv |
Gly
Die Liste der Biografien führt alle Personen auf, die in der deutschsprachigen Wikipedia einen Artikel haben. Dieses ist eine Teilliste mit 422 Einträgen von Personen, deren Namen mit den Buchstaben „Glo“ beginnt.

## Glo

### Gloa
- Gloag, Isobel Lilian (1865–1917), britische Malerin, Illustratorin und Plakatkünstlerin
- Gloag, Thomas (* 2001), britischer Radrennfahrer
- Gloatz, Dagmar (* 1936), deutsche Politikerin (CDU), MdA

### Glob
- Glob, Peter Vilhelm (1911–1985), dänischer Prähistoriker, Museumsleiter und Reichsantiquar
- Globen, Albrecht von († 1598), böhmischer Adliger, Schlosshauptmann von Elbogen und Oberhauptmann von Sankt Joachimsthal
- Globen, Engelhart von, böhmischer Adliger, Soldat, Rittergutsbesitzer und Montanunternehmer
- Globen, Johann Ferdinand Kager von († 1745), kurpfälzischer Oberhofmarschall, Gesandter und k. k. Geheimrat
- Globen, Niklas von († 1639), böhmischer Adeliger, Hauptmann und Rittergutsbesitzer
- Globenski, Anna-Marie (1929–2008), kanadische Pianistin und Musikpädagogin
- Globensky, August Franz (1754–1830), polnischer Militärarzt in Kanada
- Globig, Friedrich Ferdinand Gottlieb von (1771–1852), kursächsischer Geheimer Rat und Oberkammerherr
- Globig, Hanns August Fürchtegott von (1773–1832), deutscher Politiker und sächsischer Kammerherr
- Globig, Hans Ernst von (1755–1826), deutscher Jurist
- Globig, Hans Gotthelf von (1719–1779), kursächsischer Geheimer Rat
- Globig, Heidrun (* 1972), deutsche Basketballspielerin
- Globig, Kurt (1895–1972), deutscher Maler
- Globisch, Hubert (1914–2004), deutscher Maler und Grafiker
- Globke, Hans (1898–1973), deutscher Jurist, Mitverfasser der Nürnberger Rassengesetze und Chef des BundeskanzleramtsHans Globke (1898–1973)

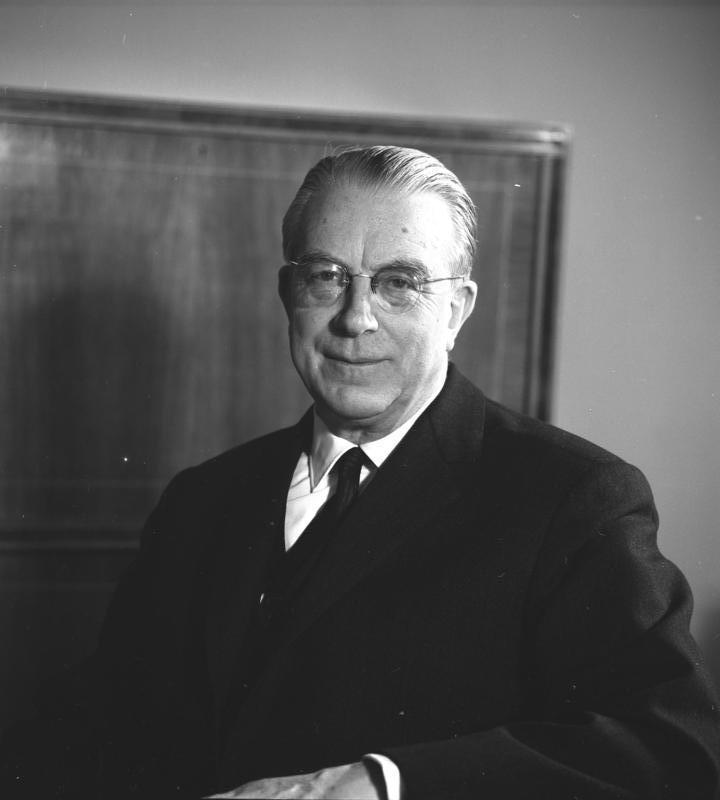
Hans Globke (1898–1973)

- Globke, Rob (* 1982), US-amerikanischer Eishockeyspieler
- Glöbl, Dominik (* 1984), deutscher Musiker (Trompeter), Komponist, Textdichter, Fernsehmoderator und Musikpädagoge
- Globočnik, Bojan (1962–2021), jugoslawischer Skispringer
- Globocnik, Odilo (1904–1945), österreichischer Nationalsozialist, MdR und Täter des Holocaust
- Globočnik, Tomaž (* 1972), slowenischer Biathlet
- Globokar, Vinko (* 1934), slowenischer Posaunist und Komponist
- Globus, Yoram (* 1941), israelischer Filmproduzent

### Gloc
- Glocar, Emilián Božetěch (1906–1985), US-amerikanischer Priester und Schriftsteller tschechischer Herkunft
- Glocer, Thomas (* 1959), US-amerikanischer Manager
- Glock, Albert E. (1925–1992), amerikanischer Theologe und Archäologe
- Glock, Charles (1919–2018), US-amerikanischer Soziologe und Hochschullehrer
- Glock, Erwin (1925–1993), deutscher Sportschütze
- Glock, Gaston (1929–2023), österreichischer Ingenieur und Unternehmer
- Glock, Georg (1891–1959), deutscher Politiker (SPD)
- Glock, Hans-Johann (* 1960), deutscher Philosoph und Hochschullehrer
- Glock, Johann Philipp (1849–1925), Erforscher des Kraichgaus
- Glock, Karl Borromäus (1905–1985), deutscher Verleger, Schriftsteller und Schlossbesitzer
- Glock, Kathrin (* 1980), österreichische Unternehmerin und Tierschützerin
- Glock, Key (* 1997), US-amerikanischer Rapper
- Glock, Olga (* 1982), russische Marathonläuferin
- Glock, Timo (* 1982), deutscher AutomobilrennfahrerTimo Glock (* 1982)

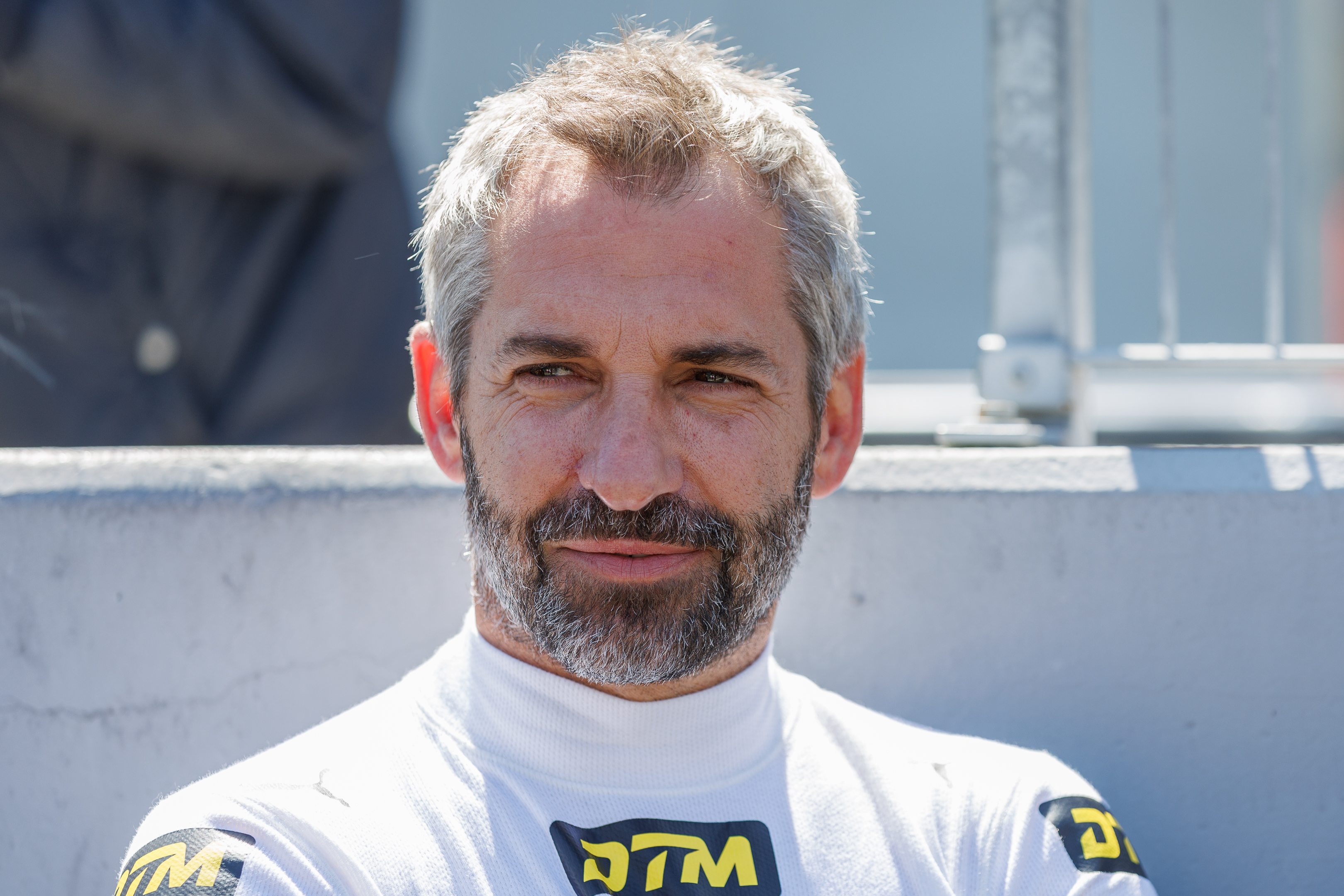
Timo Glock (* 1982)

- Glock, William (1908–2000), britischer Musikmanager
- Glock, Wolfgang (* 1944), deutscher Ruderer
- Glock, Wolfgang (* 1946), deutscher Fußballspieler
- Glockauer, Arno (1888–1966), deutscher Turner
- Glocke, Karl-Heinz (1934–2011), deutscher Spion (DDR)
- Glocke, Nicole (* 1969), deutsche Schriftstellerin
- Glocke, Theodor (1859–1933), deutscher sozialdemokratischer Verleger und Berliner Stadtverordneter
- Glöckel, Hans (1928–2012), deutscher Schulpädagoge und Hochschullehrer
- Glöckel, Leopoldine (1871–1937), österreichische Frauenrechtlerin und Politikerin (SPÖ), Landtagsabgeordnete
- Glöckel, Lukas († 1716), österreichischer Architekt des Barocks in Mähren
- Glöckel, Otto (1874–1935), sozialdemokratischer Politiker, Abgeordneter zum Nationalrat und Schulreformer der Ersten Republik in ÖsterreichOtto Glöckel (1874–1935)

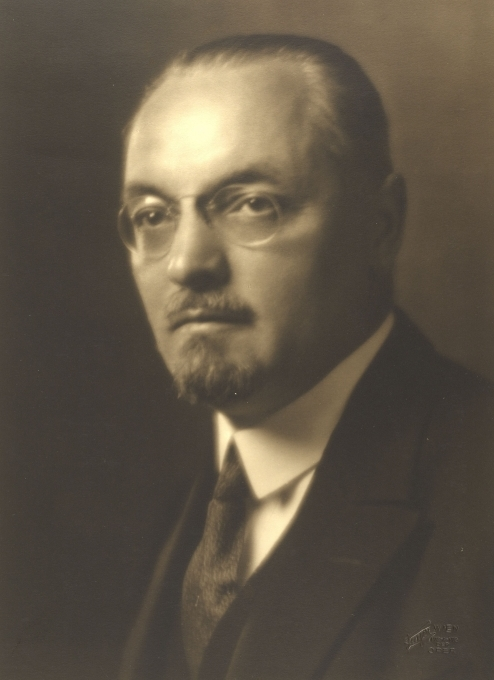
Otto Glöckel (1874–1935)

- Glockendon, Albrecht († 1545), deutscher Formschneider, Illuminist und Briefmaler
- Glockendon, Georg († 1514), deutscher Buchmaler
- Glockendon, Nikolaus, deutscher Buchmaler
- Glockengießer, Christoph, deutscher Glockengießer
- Glockengießer, Christoph der Jüngere (1566–1630), deutscher Glockengießer
- Glockengießer, Hans I. (1398–1451), deutscher Glockengießer und Keßler
- Glockengießer, Hans II. († 1521), deutscher Glockengießer
- Glockengießer, Hans III., deutscher Glockengießer
- Glockengießer, Jacob (* 1367), deutscher Glockengießer
- Glockengießer, Sixt († 1499), deutscher Buchdrucker, Gastwirt, Kaufmannsdiener und Glockengießer
- Glockengießer, Ulrich († 1439), Stück- und Glockengießer
- Glocker, Anna, Theaterschauspielerin und Sängerin
- Glocker, Ernst Friedrich (1793–1858), deutscher Mineraloge, Geologe und Paläontologe
- Glocker, Johann, württembergischer Maler
- Glocker, Johann († 1763), württembergischer Maler
- Glocker, Johann Friedrich (1718–1780), württembergischer Maler
- Glocker, Karl August Friedrich (1768–1848), württembergischer Oberamtmann und später Regierungsrat des Jagstkreises
- Glocker, Maria (* 1845), österreichische Schriftstellerin und Frauenrechtsaktivistin
- Glocker, Michael (* 1960), deutscher Chemiker und Biomediziner
- Glocker, Richard (1890–1978), deutscher Physiker
- Glöckl, Franz (1884–1943), deutscher Gewerkschafter
- Glockler, George (1890–1969), US-amerikanischer physikalischer Chemiker
- Glöckler, Hans Ulrich (1560–1611), deutscher Kunsttischler, Bildschnitzer und Bildhauer
- Glöckler, Helm (1909–1993), deutscher Autorennfahrer
- Glöckler, Michaela (* 1946), deutsche KinderärztinMichaela Glöckler (* 1946)

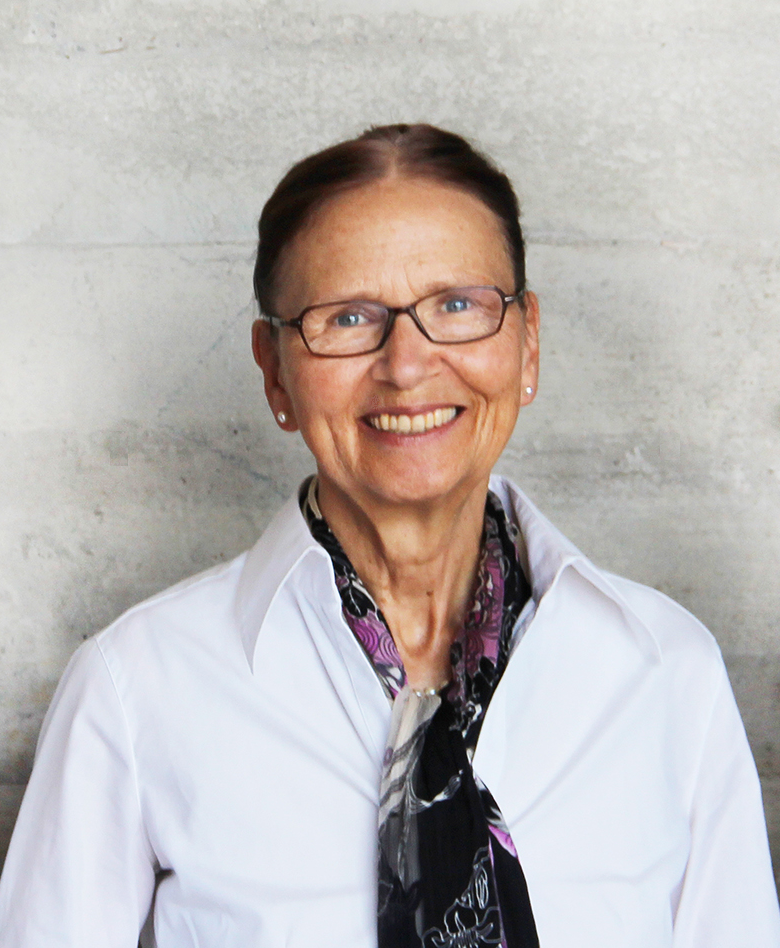
Michaela Glöckler (* 1946)

- Glöckler, Oskar (1893–1938), deutscher Bildhauermedailleur, Sportfunktionär und SA-Führer
- Glöckler, Ralph Roger (* 1950), deutscher Literaturwissenschaftler, Ethnologe, Dichter und Schriftsteller
- Glöckler, Traugott (* 1944), deutscher Kugelstoßer
- Glöckler, Walter (1908–1988), deutscher Automobil- und Motorradrennfahrer
- Glöckner, Adolf (1850–1936), österreichischer Politiker (DnP), Abgeordneter zum Nationalrat
- Glockner, Andreas (* 1988), deutscher Fußballspieler
- Glöckner, Angelika (* 1962), deutsche Politikerin (SPD), MdBAngelika Glöckner (* 1962)

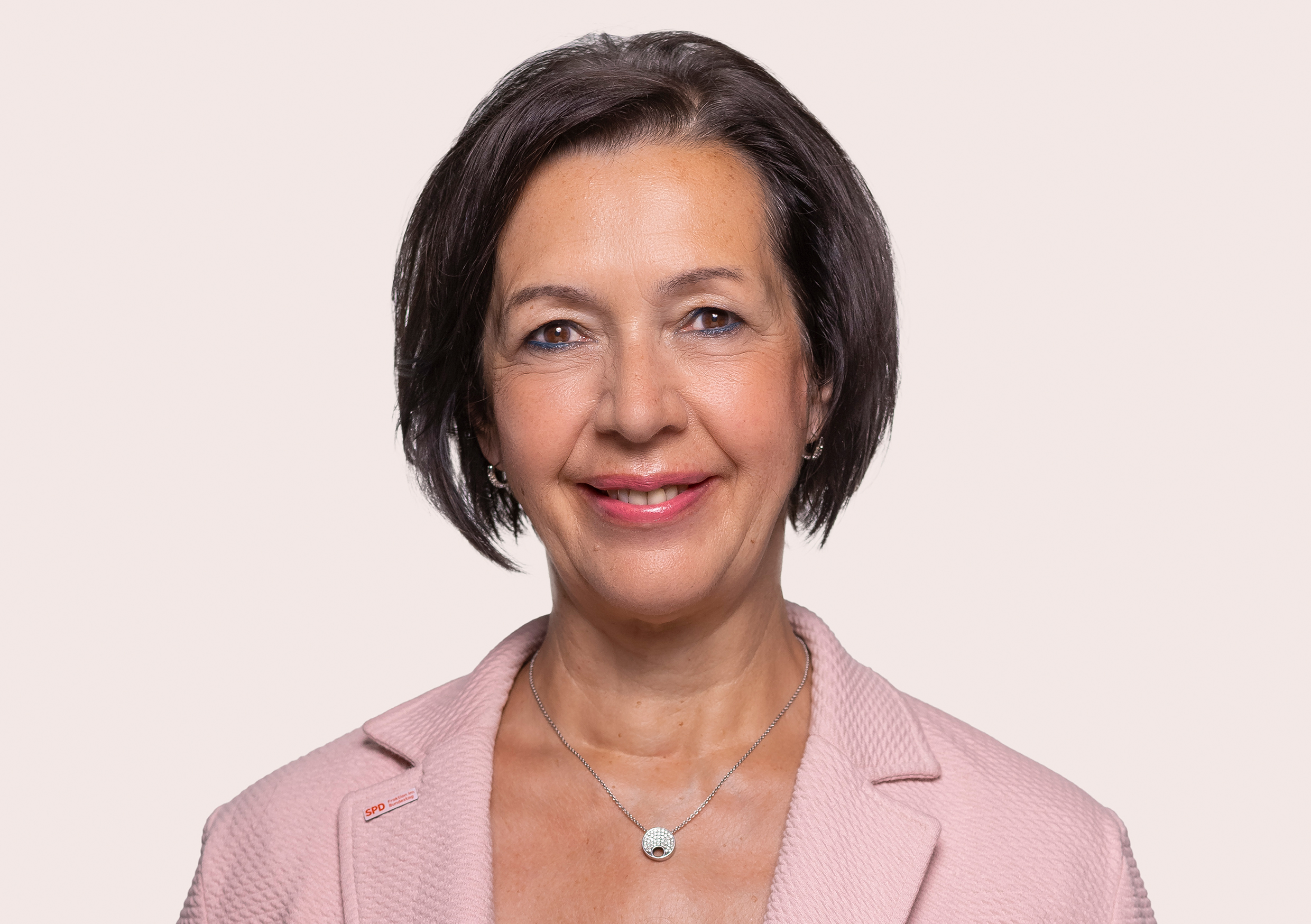
Angelika Glöckner (* 1962)

- Glöckner, Carl Gottlieb (1744–1826), deutscher evangelischer Theologe, Magister und Bergprediger
- Glöckner, Christian Gottlieb (1698–1780), deutscher evangelischer Oberpfarrer, Bergprediger und Superintendent
- Glöckner, Daniel Christian (* 1977), deutscher Politiker (FDP), Bürgermeister von Gelnhausen
- Glockner, Emil (1837–1921), deutscher Politiker, Präsident der Oberrechnungskammer von Baden, Staatsrat und Mitglied der Ersten Kammer der Badischen Ständeversammlung
- Glöckner, Emil (1868–1947), deutscher Maler und Gebrauchsgraphiker
- Glöckner, Ernst Hermann (1881–1963), deutscher Politiker (DDP)
- Glöckner, Frank Oliver (* 1969), deutscher Bioinformatiker
- Glöckner, Franz (1822–1899), österreichischer Politiker
- Glockner, Franz (1898–1947), österreichischer Politiker (SPÖ), Mitglied des Bundesrates
- Glöckner, Gertrud (1902–1968), deutsche Politikerin (SPD, SED), MdV, DFD-Funktionärin
- Glöckner, Gottfried (* 1937), deutscher Komponist und Musikpädagoge
- Glöckner, Hans Peter (* 1954), deutscher Jurist
- Glöckner, Henry (* 1991), deutscher Volleyball- und Beachvolleyballspieler
- Glöckner, Hermann (1889–1987), deutscher Maler und BildhauerHermann Glöckner (1889–1987)

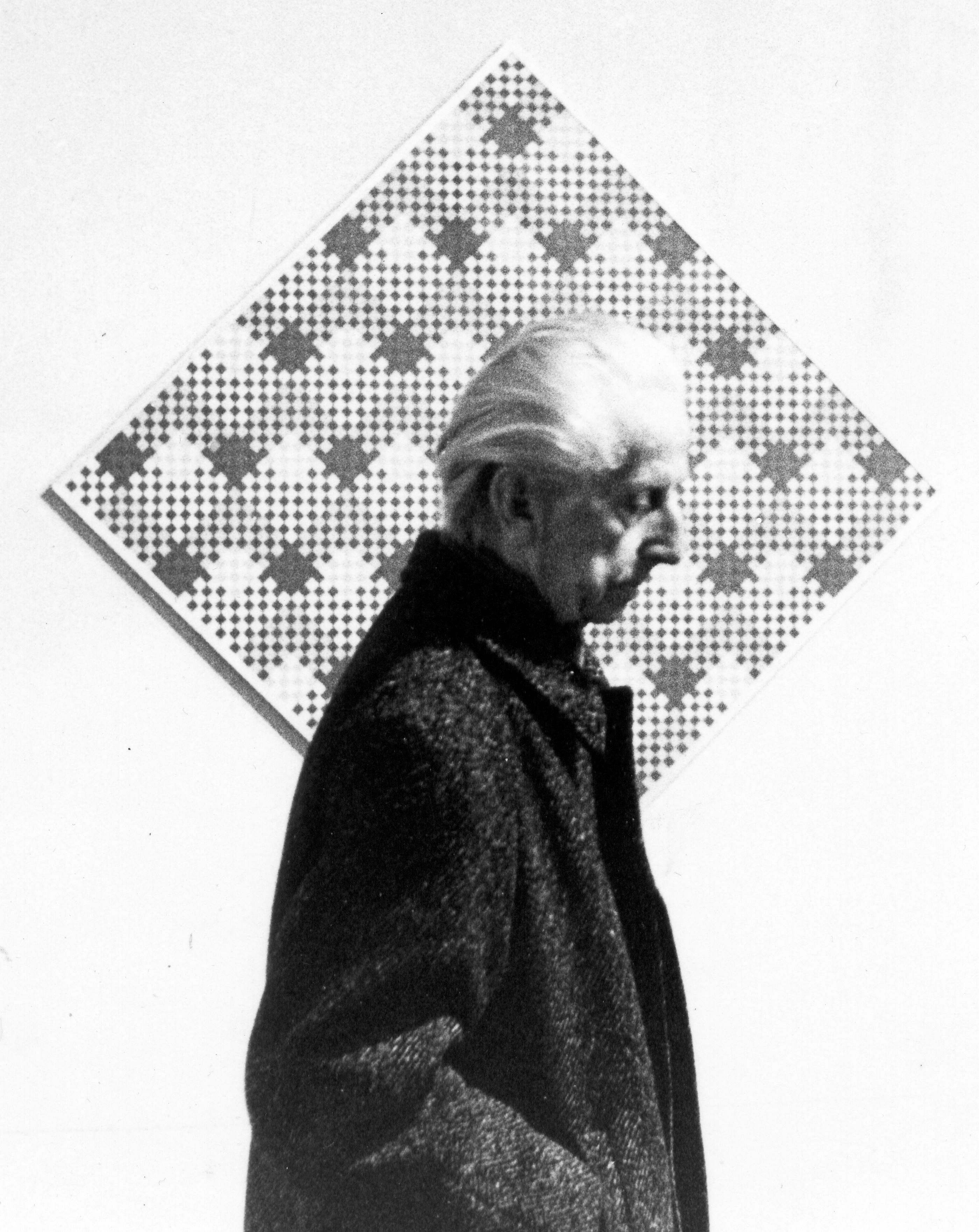
Hermann Glöckner (1889–1987)

- Glockner, Hermann (1896–1979), deutscher Philosoph und Hochschullehrer
- Glöckner, Jochen (* 1964), deutscher Rechtswissenschaftler
- Glöckner, Karl (1845–1953), deutscher Zentenar
- Glockner, Karl (1861–1946), deutscher Jurist und Politiker (NLP, DDP), MdL
- Glöckner, Karl (1884–1962), deutscher Oberstudiendirektor und Historiker
- Glöckner, Ludwig (1909–1997), deutscher Orgelbauer in Berlin
- Glöckner, Manfred (1936–2005), deutscher Kanute und Trainer
- Glöckner, Michael (* 1969), deutscher Radrennfahrer
- Glöckner, Olaf (* 1965), deutscher Historiker
- Glöckner, Patrick (* 1976), deutscher Fußballspieler und -trainer
- Glöckner, Peter-Michael (1950–2011), deutscher Hinterglasmaler, Zeichner und Grafiker
- Glöckner, Reinhard (* 1933), deutscher evangelischer Theologe, Oberbürgermeister von Greifswald
- Glöckner, Robert (* 1996), deutscher Basketballspieler
- Glöckner, Rudi (1929–1999), deutscher FußballschiedsrichterRudi Glöckner (1929–1999)

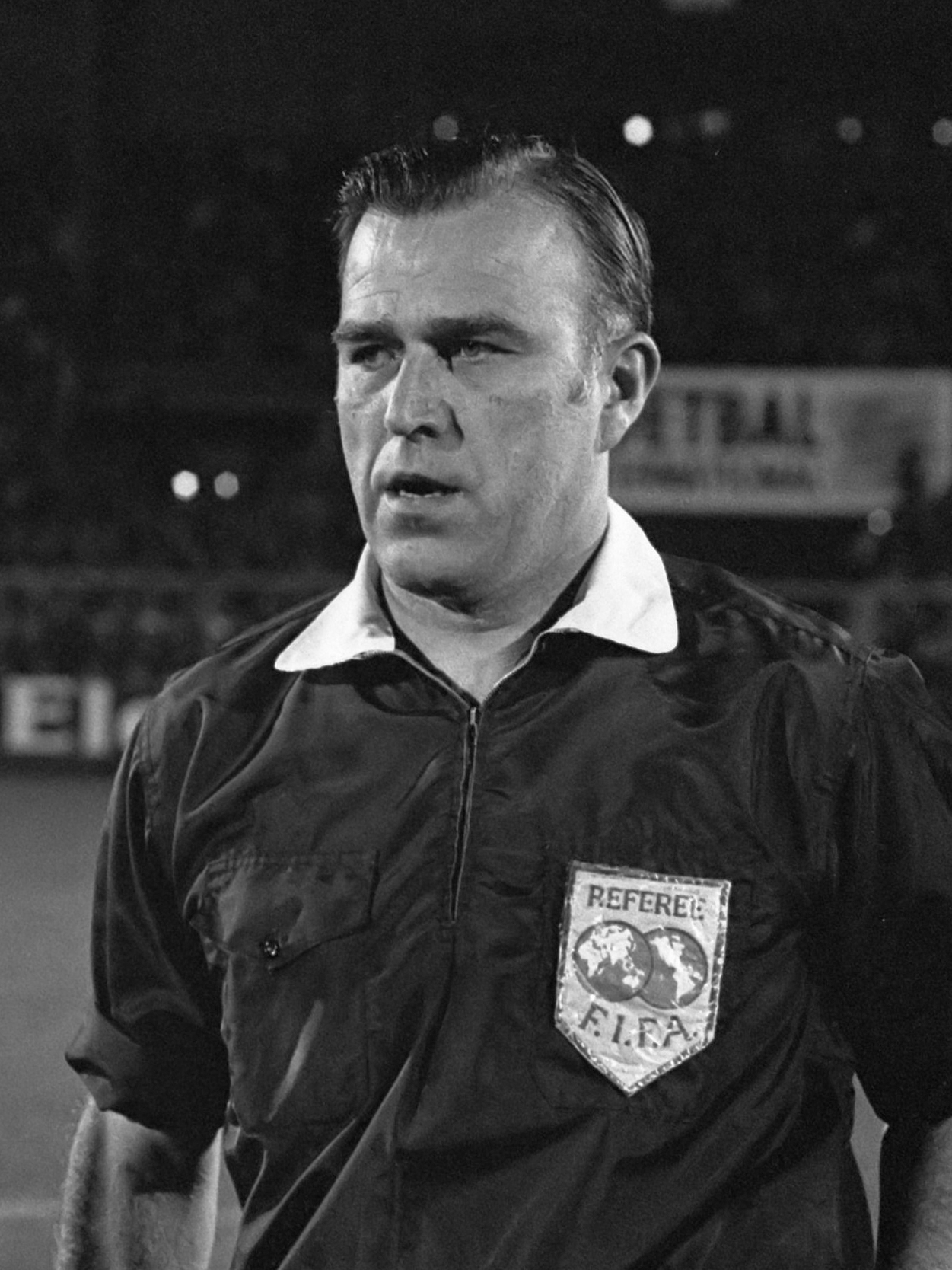
Rudi Glöckner (1929–1999)

- Glöckner, Stefanie (* 1982), deutsche Crosslauf-Sommerbiathletin
- Glöckner, Stephan (1875–1948), deutscher Klassischer Philologe und Gymnasiallehrer
- Glockner, Taylor, australischer Schauspieler
- Glöckner, Thomas (* 1961), deutscher Architekt
- Glöckner-Neubert, Helga (1938–2017), deutsche Schriftstellerin
- Glockshuber, Margot (* 1949), deutsche Eiskunstläuferin
- Glockzin, Kurt (* 1953), deutscher Schauspieler und Sprecher

### Glod
- Glod, Eric (* 1993), luxemburgischer Tischtennisspieler
- Glod, Erwin (1936–2003), deutscher Fußballspieler
- Glod, Roby, französischer Jazzmusiker (Saxophone)
- Glodde, Angelika (* 1950), deutsche Rennreiterin und Galopptrainerin
- Glodde, Dirk (* 1964), deutscher Schauspieler
- Glöde, Heikko (* 1961), deutscher Fußballspieler
- Glöde, Wolfgang (1949–1962), deutscher Minderjähriger, der Opfer eines Unfalls an der Berliner Mauer wurde
- Glodeanu, Mira (* 1972), rumänisch-französische Violinistin
- Glodek, Peter (1934–2024), deutscher Agrarwissenschaftler und Hochschullehrer
- Glöden, Eduard von (1801–1861), mecklenburgischer Freimaurer und Kunstsammler
- Gloden, Justin (* 1953), luxemburgischer Fußballspieler
- Gloden, Léon (* 1972), luxemburgischer Politiker und Rechtsanwalt
- Glöden, Oliver (* 1978), deutscher Fußballspieler
- Gloder, Giampiero (* 1958), italienischer römisch-katholischer Erzbischof und Diplomat des Heiligen Stuhls
- Gloder, Giancarlo (* 1945), italienischer Eisschnellläufer
- Glöder, Reinhard (* 1945), deutscher Jazzmusiker und Kabarettist
- Glódís Perla Viggósdóttir (* 1995), isländische FußballspielerinGlódís Perla Viggósdóttir (* 1995)

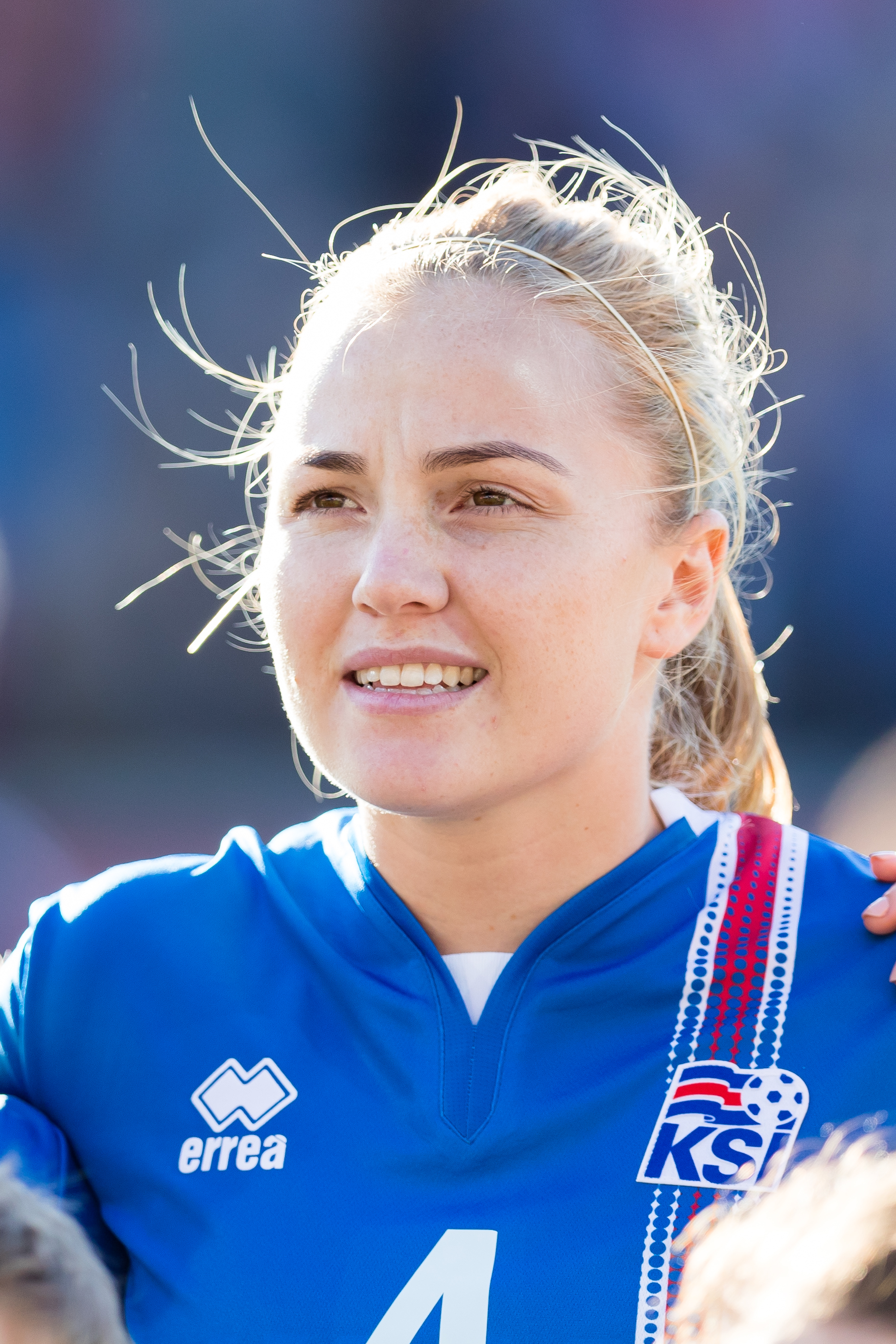
Glódís Perla Viggósdóttir (* 1995)

- Glodny, Hanne (1924–2015), deutsche Medizinerin
- Głódź, Sławoj Leszek (* 1945), polnischer Geistlicher, emeritierter römisch-katholischer Erzbischof von Danzig

### Gloe
- Glöe, Jan (1956–2022), deutscher Handballspieler
- Gloeckner, Eduard Feodor (1812–1885), deutscher Jurist und Ehrenbürger von Wittenberg
- Gloede, Ernst (1934–2024), deutscher Unternehmer
- Gloede, Margot (* 1919), deutsche Tischtennisspielerin
- Gloede, Walter (* 1909), deutscher Fußballspieler und -trainer
- Gloeden, Elisabeth Charlotte (1903–1944), deutsche Widerstandskämpferin im Dritten Reich
- Gloeden, Erich (1888–1944), deutscher Architekt und Widerstandskämpfer
- Gloeden, Iwan von (1815–1850), deutscher Rechtswissenschaftler und konservativer Publizist
- Gloeden, Otto Leopold Ehrenreich von (1731–1801), preußischer Generalmajor
- Gloeden, Otto von (1788–1840), deutscher Architekt und preußischer Baubeamter
- Gloeden, Wilhelm von (1856–1931), deutscher FotografWilhelm von Gloeden (1856–1931)

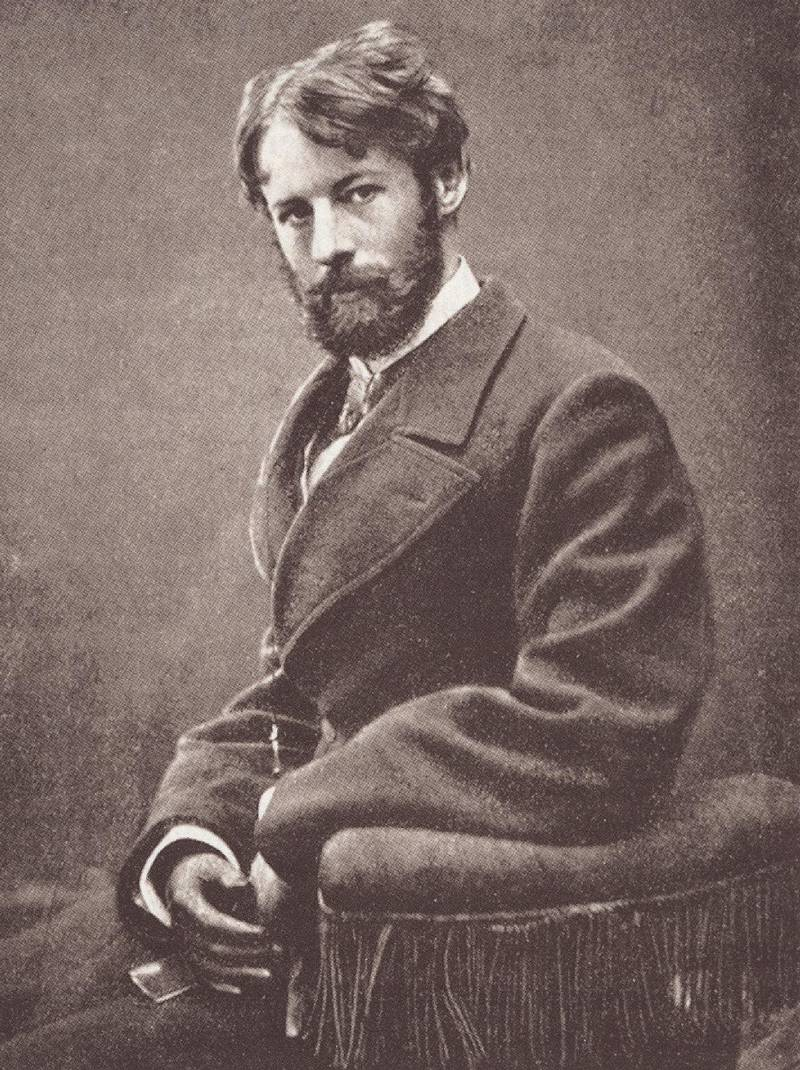
Wilhelm von Gloeden (1856–1931)

- Gloege, Gerhard (1901–1970), deutscher lutherischer Theologe
- Gloël, Heinrich (1855–1940), deutscher Gymnasiallehrer und Goetheforscher
- Gloël, Johannes (1857–1891), deutscher evangelischer Geistlicher und Hochschullehrer
- Gloerfeld, Andreas (* 1948), deutscher Weitspringer
- Gløersen Haga, Ragnhild (* 1991), norwegische Skilangläuferin
- Gløersen, Anders (* 1986), norwegischer Skilangläufer
- Gløersen, Øyvind (* 1986), norwegischer Skilangläufer
- Gloeser, Ernst (1877–1956), deutscher Hotelier und Politiker (DemP, FDP)

### Glog
- Glogau, Gustav (1844–1895), deutscher Philosoph
- Glogau, Lazarus Moses (1805–1887), deutscher Buchhändler und Antiquar
- Glogau-Urban, Margrit (* 1941), deutsche Juristin und ehemalige Richterin
- Glogauer, Werner (1925–2013), deutscher Pädagoge und Hochschullehrer
- Gloge, Andreas (* 1975), deutscher Hörspiel- und Romanautor
- Gloger, Boris (* 1968), deutscher Fachbuchautor, Unternehmer, Coach und Managementberater für agile Transitionen, Scrum und agiles Arbeiten
- Gloger, Bruno (* 1923), deutscher Historiker und Autor
- Gloger, Christine (1934–2019), deutsche Schauspielerin
- Gloger, Constantin Wilhelm Lambert (1803–1863), deutscher Zoologe und Ornithologe
- Gloger, Daniel (* 1976), deutscher Countertenor
- Gloger, Dietrich Christoph († 1773), deutscher Orgelbauer
- Gloger, Georg (1603–1631), deutscher Dichter des Barock
- Gloger, Gottfried Heinrich (1710–1779), deutscher Orgelbauer
- Gloger, Gotthold (1924–2001), deutscher Schriftsteller und Maler
- Gloger, Hubert (* 1934), deutscher Fußballspieler
- Gloger, Jan Philipp (* 1981), deutscher Schauspiel- und Opernregisseur
- Gloger, Johann Heinrich († 1732), deutscher Orgelbauer
- Gloger, Johann Wilhelm (1702–1760), deutscher Orgelbauer
- Gloger, Katja (* 1960), deutsche Journalistin, Publizistin und SlawistinKatja Gloger (* 1960)

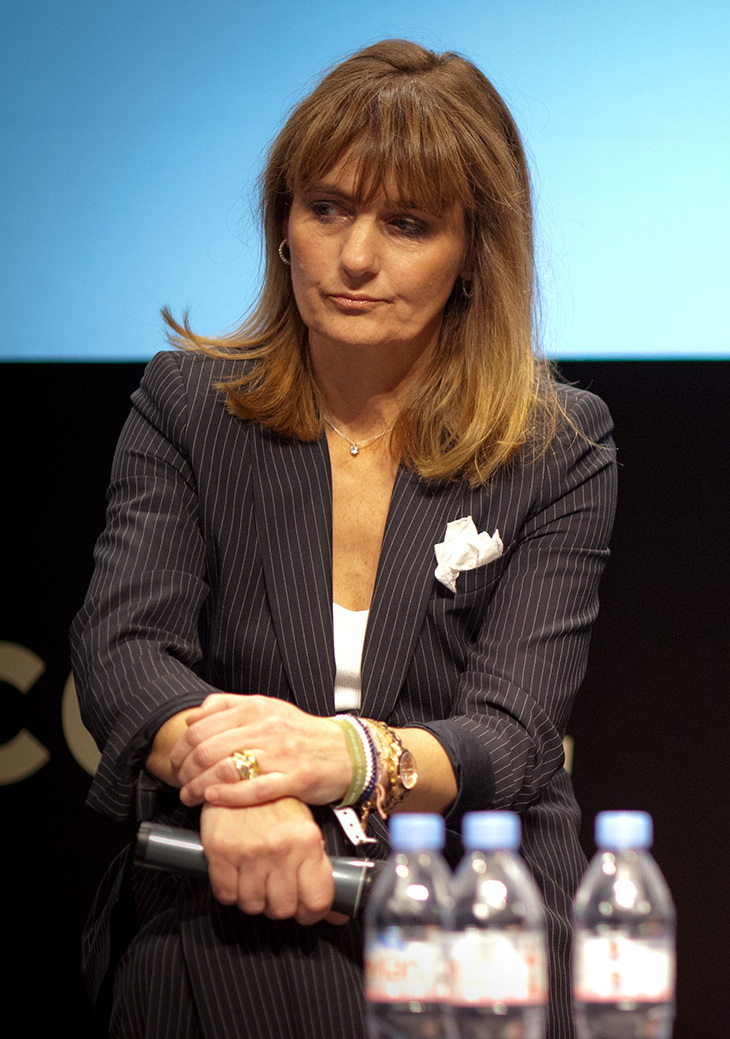
Katja Gloger (* 1960)

- Gloger, Konstantin (1745–1814), Abt der Zisterzienserklöster Heinrichau und Zirc
- Gloger, Till (* 1993), deutscher Basketballspieler
- Gloger, Zygmunt (1845–1910), polnischer Wissenschaftler
- Gloger-Tippelt, Gabriele (* 1944), deutsche Psychologin und Hochschullehrerin
- Glogg, Alfred Walter (1896–1953), Schweizer Medienmanager
- Glogger, Beat (* 1960), Schweizer Wissenschaftsjournalist, Fernsehmoderator und Autor
- Glogger, Conny (* 1956), deutsche Schauspielerin und RadiomoderatorinConny Glogger (* 1956)

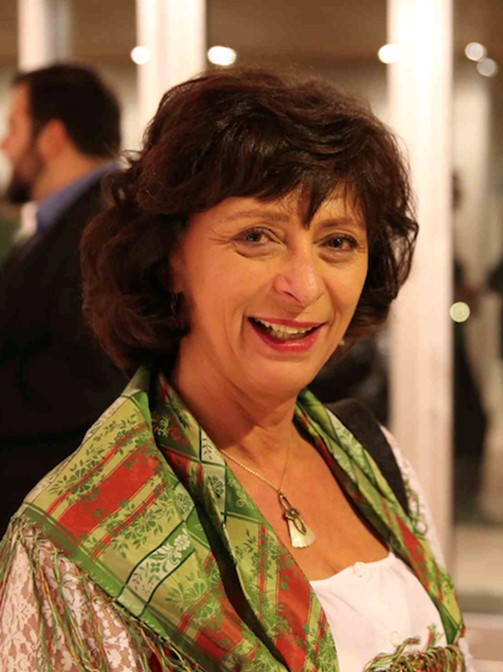
Conny Glogger (* 1956)

- Glogger, Helmut-Maria (1947–2016), Schweizer Journalist und Buchautor
- Glogger, Placidus (1874–1941), deutscher Ordensgeistlicher und Abt
- Glöggl, Franz Xaver (1764–1839), österreichischer Musiker, Domkapellmeister
- Glöggler, Axel (* 1942), deutscher Ökonom
- Glöggler, Johann Nepomuk (1910–2004), deutscher Unternehmer und Industrieller
- Glogner, Silvia (1940–2011), deutsche Schauspielerin
- Glogner, Willy (1869–1968), deutscher Architekt
- Glogowski, Gerhard (* 1943), deutscher Politiker (SPD), Ministerpräsident
- Glogowski, Hermann (* 1956), österreichischer Fußballspieler und Trainer
- Głogowski, Tomasz (* 1974), polnischer Politiker
- Glogowski-Merten, Anikó (* 1982), deutsche Politikerin (FDP), MdB

### Gloj
- Glojnarič, Nika (* 2000), slowenische Hürdenläuferin
- Glojnarić, Sara (* 1991), kroatische Komponistin
- Glojnarić, Silvije (* 1936), jugoslawischer bzw. kroatischer Jazzmusiker

### Glok
- Glokke, Gerhard (1884–1944), deutscher General der Infanterie
- Glökler, Johann Philipp (1819–1889), württembergischer Pädagoge, Lyriker und Literaturhistoriker

### Glom
- Glomb, Günther (1930–2015), deutscher Fußballspieler und -trainer
- Glomb, Holger (* 1970), deutscher Eishockeyspieler
- Glomb, Martina (* 1960), deutsche Modedesignerin
- Glombek, Gerhard (1922–1989), deutscher Biologe und Hochschullehrer
- Glombek, Jürgen (1942–2022), deutscher Handballspieler und -trainer
- Glombig, Eugen (1924–2004), deutscher Politiker (SPD), MdHB, MdB
- Glombitza, Ewald (1878–1969), deutscher Politiker (KPD), Bürgermeister und MdL
- Glombitza, Günter (1938–1984), deutscher Maler und Grafiker
- Glomnes, Mathias (1869–1956), norwegischer Sportschütze
- Glomp, Peter (1942–1974), deutscher Maler und Grafiker
- Glomsås, Hilde (* 1978), norwegische Skilangläuferin
- Glomsda von Buchholtz, Eugen (1838–1896), deutscher Marineoffizier, zuletzt Kapitän zur See der Kaiserlichen Marine
- Glomser, Gerrit (* 1975), österreichischer RadrennfahrerGerrit Glomser (* 1975)

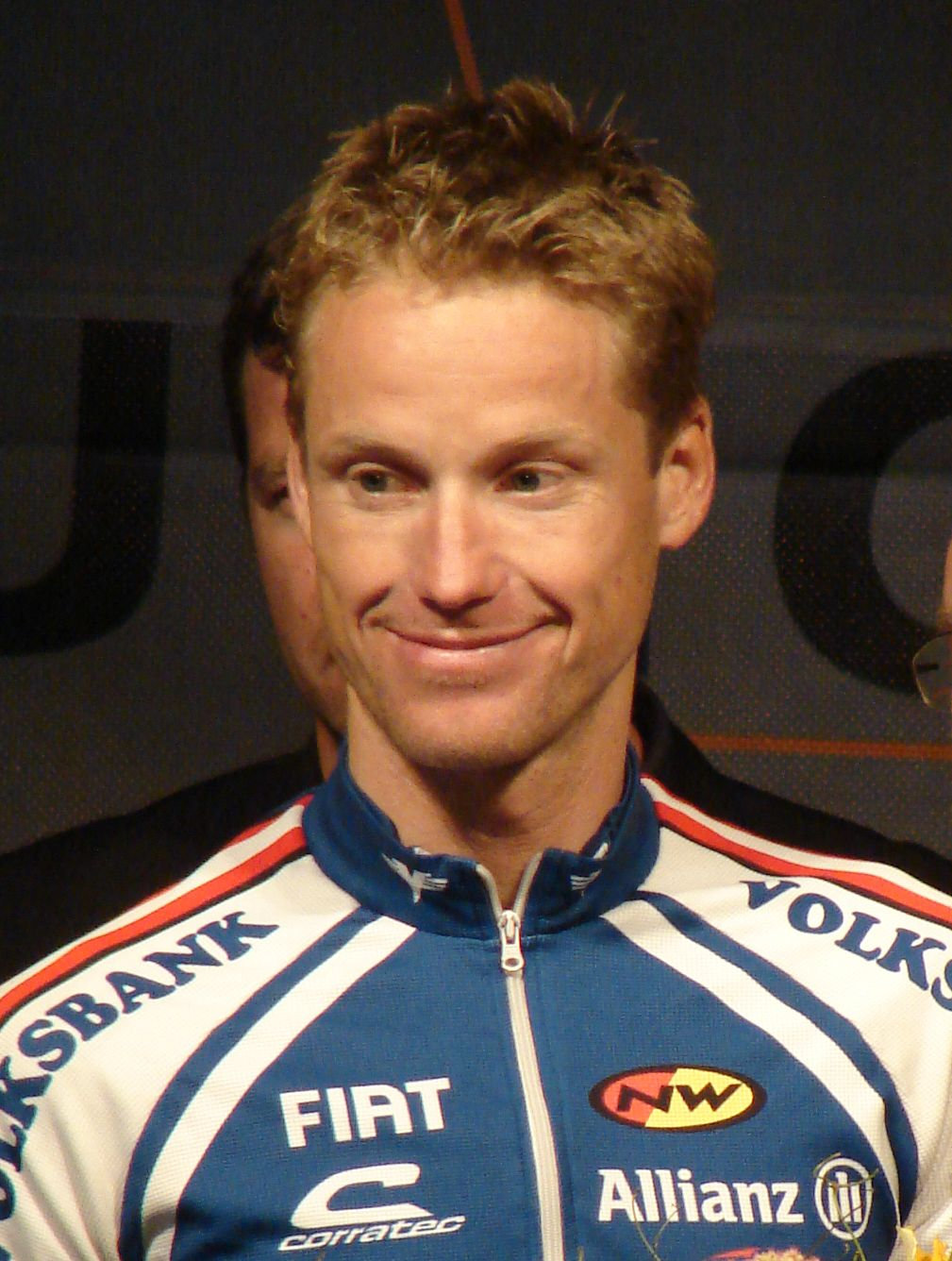
Gerrit Glomser (* 1975)

### Glon
- Glondys, Viktor (1882–1949), deutscher Geistlicher, Bischof der Evangelischen Kirche A.B. in Rumänien
- Glonek, Miloš (* 1968), slowakischer Fußballspieler
- Gloning, Kajetan Alois (1836–1910), österreichischer Lehrer und Fachschriftsteller
- Gloning, Laura (* 2005), deutsche Fußballspielerin
- Gloning, Thomas (* 1960), deutscher Germanist
- Gloninger, John (1758–1836), US-amerikanischer Politiker
- Glonn, A. P. (* 1974), deutsche Schriftstellerin
- Glonnegger, Erwin (1925–2016), deutscher Spieleautor

### Gloo
- Glööckler, Harald (* 1965), deutscher ModedesignerHarald Glööckler (* 1965)

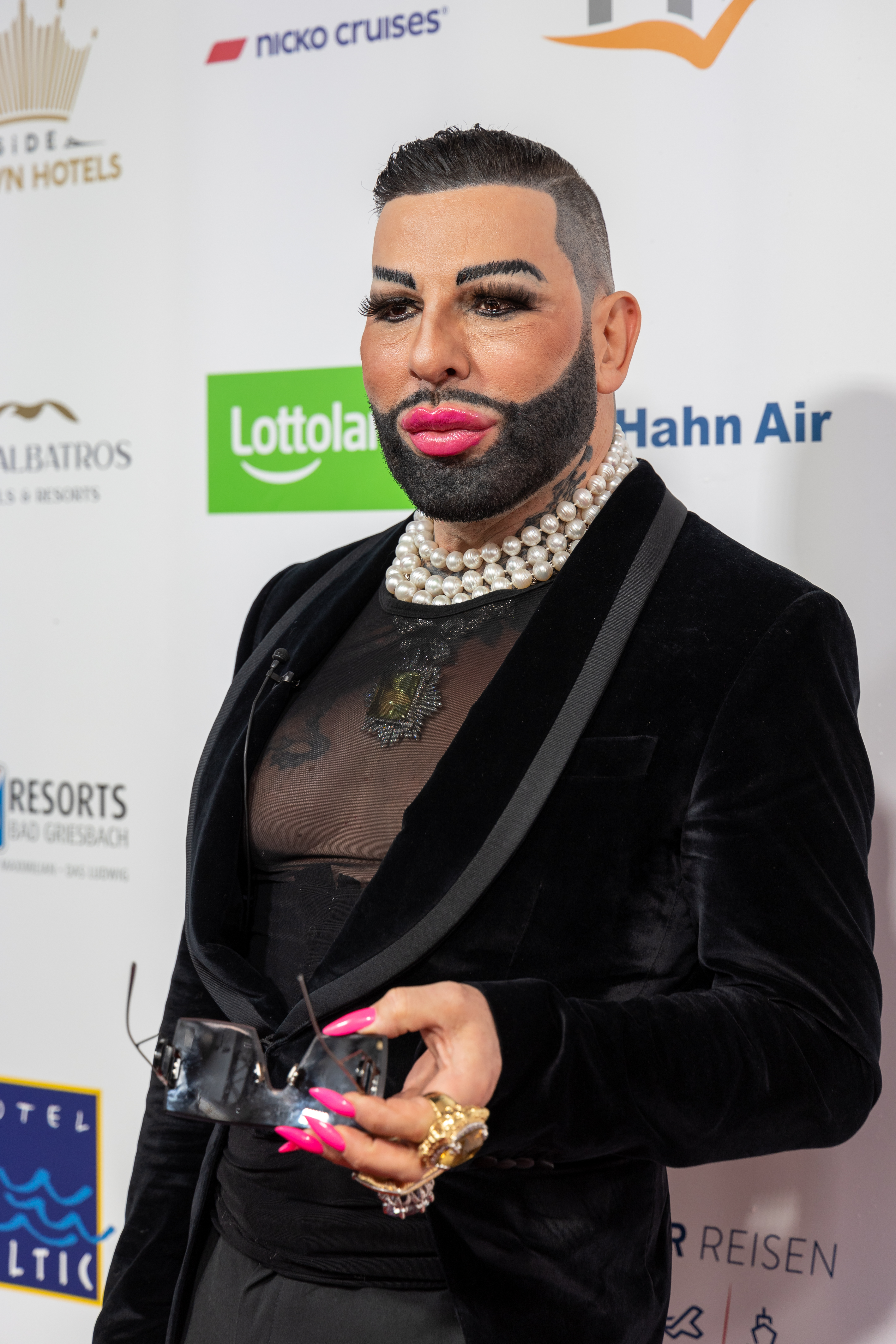
Harald Glööckler (* 1965)

- Gloor, Adolf (1884–1944), Schweizer Politiker und Gewerkschafter
- Gloor, Balder (* 1932), Schweizer Augenarzt
- Gloor, Beat (1959–2020), Schweizer Schriftsteller, Programmierer, Pianist und Unternehmer
- Gloor, Christoph (1936–2017), Schweizer Maler, Zeichner und Bildhauer
- Gloor, Edith (* 1942), Schweizer Schriftstellerin und Regisseurin
- Gloor, Franz (1948–2009), Schweizer Fotograf
- Gloor, Isabelle (* 1992), Schweizer Sportlerin
- Gloor, Kevin (* 1983), Schweizer Eishockeyspieler
- Gloor, Kurt (1942–1997), Schweizer Filmregisseur
- Gloor, Luciano (1949–2020), Schweizer Filmproduzent
- Gloor, Lukas (* 1952), Schweizer Kunsthistoriker
- Gloor, Paddy (* 1976), Schweizer Pistolen-Sportschütze
- Gloor, Peter, Schweizer Geographie- und Mediendidaktiker
- Gloor, Pierre (1923–2003), schweizerisch-kanadischer Neurologe, klinischer Neurophysiologe und Epileptologe
- Gloor, Pierre-André (1922–1992), Schweizer Psychiater, Psychoanalytiker, Sexualwissenschaftler und Anthropologe
- Gloor, René (* 1956), Schweizer Leichtathlet
- Gloor, Reto (1962–2019), Schweizer Comiczeichner

### Glor
- Glorez, Andreas, deutscher Naturkundler und Enzyklopädist
- Glori, Enrico (1901–1966), italienischer Schauspieler
- Glori, Lori (* 1962), US-amerikanische Sängerin, Komponistin und MusikproduzentinLori Glori (* 1962)

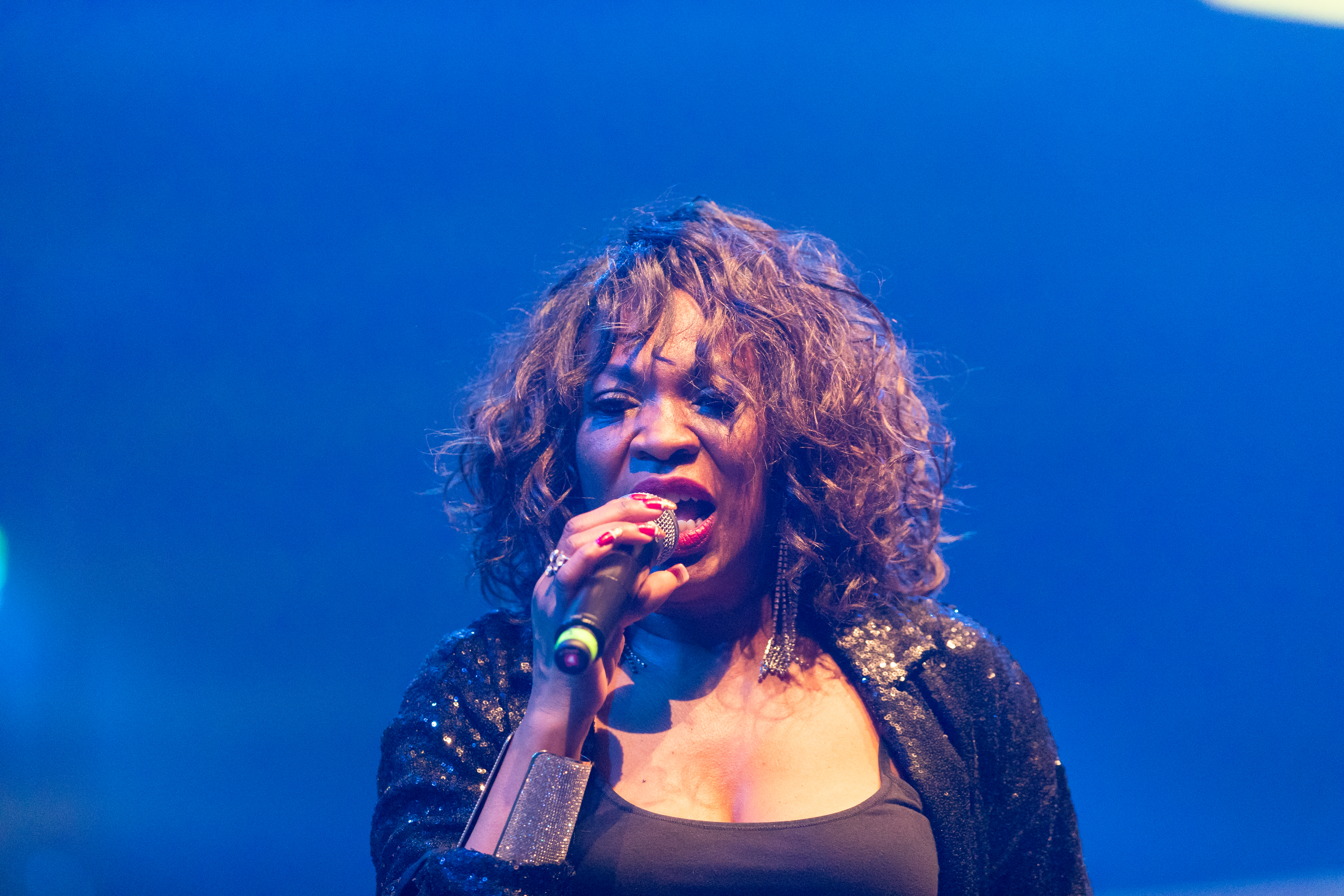
Lori Glori (* 1962)

- Glória Maria (1949–2023), brasilianische Journalistin, Reporterin und Moderatorin
- Gloria Martins, Marcus da (* 1973), deutscher Polizist und Leiter der Einsatzzentrale des Polizeipräsidiums München
- Gloria, Adele (1910–1984), italienische Malerin, Fotografin, Bildhauerin und Dichterin
- Gloria, Amanda da (* 1988), deutsche Theater- und FilmschauspielerinAmanda da Gloria (* 1988)

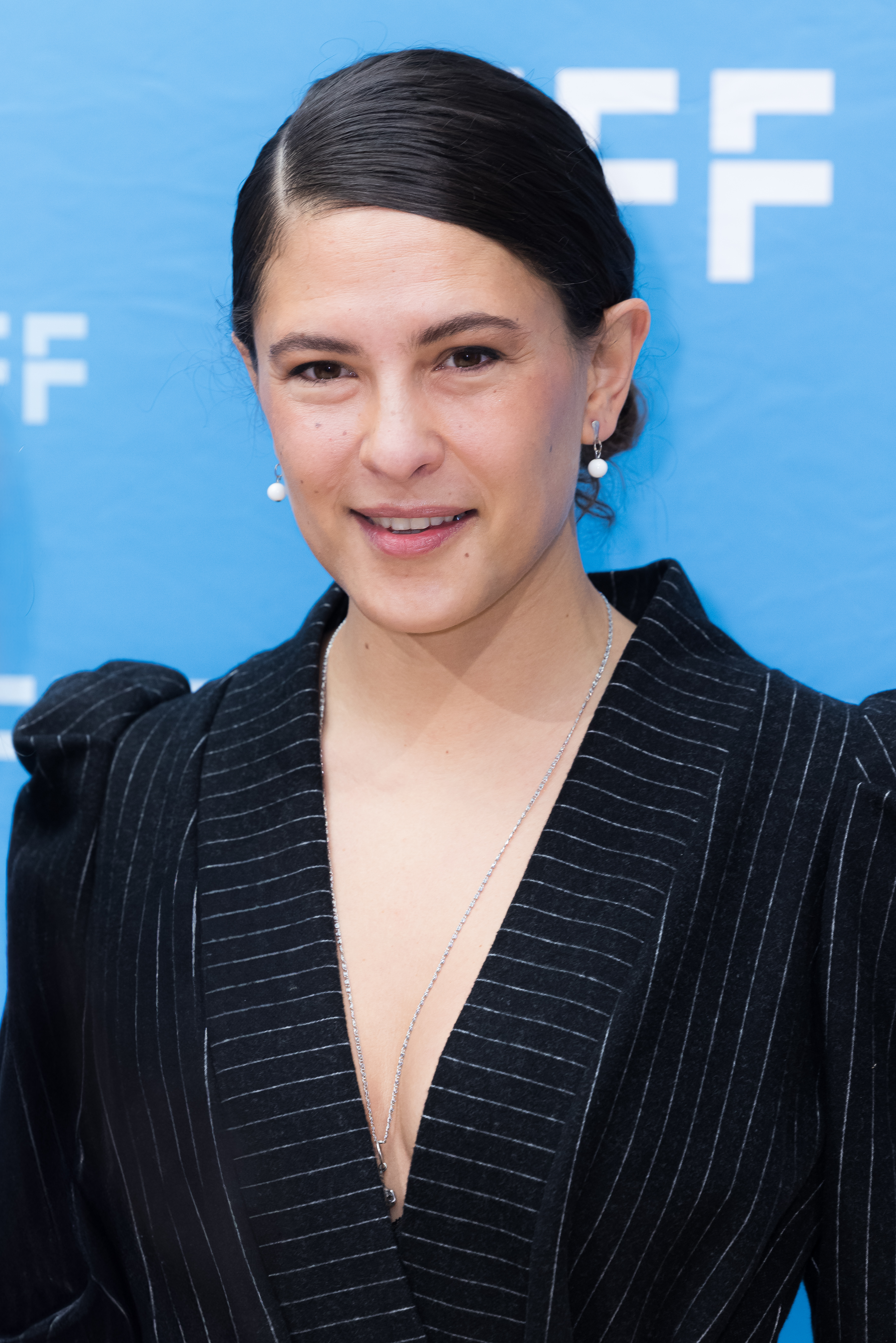
Amanda da Gloria (* 1988)

- Gloria, Astrid (* 1966), deutsche Kabarettistin, Zauberkünstlerin, Sängerin und Bühnenkünstlerin
- Gloria, Christian (* 1957), deutscher Rechtsanwalt und Wissenschaftler
- Gloria, Leda (1908–1997), italienische Schauspielerin
- Glória, Otto (1917–1986), brasilianischer Fußballtrainer
- Gloria, Todd (* 1978), US-amerikanischer Politiker
- Glorieux, Achille Marie Joseph (1910–1999), französischer Geistlicher, Diplomat des Heiligen Stuhls, Titularerzbischof
- Glorieux, Gabriel (1930–2007), belgischer Radrennfahrer
- Glorieux, Raphaël (1929–1986), belgischer Radrennfahrer
- GloRilla (* 1999), US-amerikanische Rapperin
- Gloriosi, Giovanni Camillo (1572–1643), italienischer Mathematiker und Astronom
- Glorioso, Francesco (1942–2022), italienischer Ruderer
- Glorius, Birgit (* 1970), deutsche Geographin
- Glorius, Frank (* 1972), deutscher Chemiker und Hochschullehrer
- Glormus, Heinz (1934–1976), deutscher Badmintonspieler
- Glorvigen, Per Arne (* 1963), norwegischer Bandoneon-Spieler
- Glory (* 1979), puerto-ricanische Reggaetón-Sängerin
- Glory, André (1906–1966), französischer Archäologe, Prähistoriker und Speläologe
- Glory, Marie (1905–2009), französische Filmschauspielerin

### Glos
- Glös, Dieter (* 1951), deutscher Kantor und Organist
- Glos, Michael (* 1944), deutscher Politiker (CSU), MdB
- Glos, Wiesław (1936–2021), polnischer Fechter
- Glose, Bernhard (* 1982), deutscher Schauspieler
- Glosemeyer, Immacolata (* 1965), deutsche Kauffrau und Politikerin (SPD), MdL
- Gloser, Günter (* 1950), deutscher Politiker (SPD), MdB
- Glosienė, Audronė (1958–2009), litauische Bibliothekarin, Professorin, Leiterin der Universitätsbibliothek Vilnius
- Gloska, Secharja (1894–1960), israelischer Politiker, Minister und Knesset-Abgeordneter
- Glöß, Dana (* 1982), deutsche Bahnradsportlerin
- Gloss, Kim (* 1992), deutsche SängerinKim Gloss (* 1992)

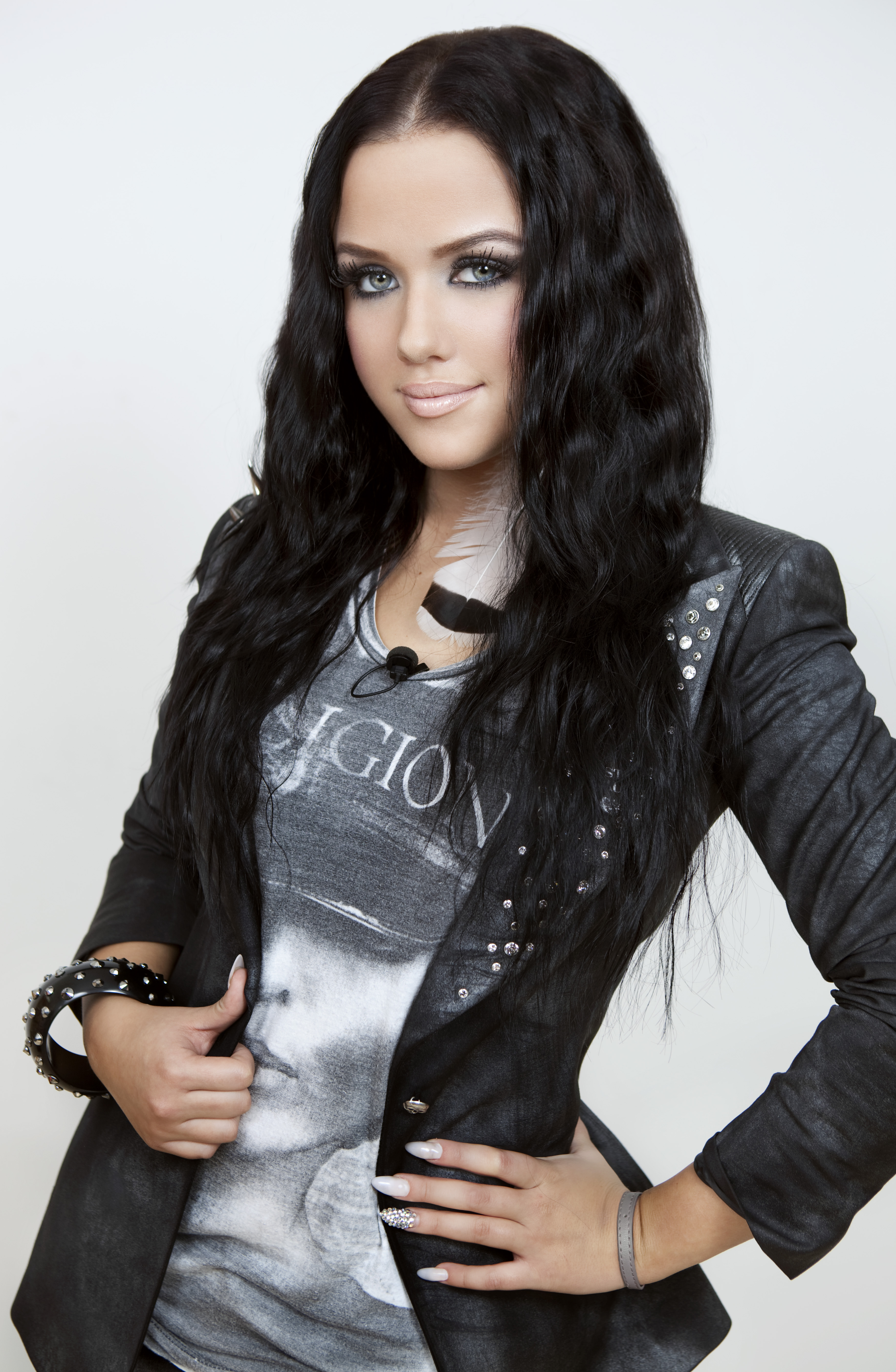
Kim Gloss (* 1992)

- Gloss, Randy, US-amerikanischer Perkussionist
- Glöss, Ruth (1928–2014), deutsche Schauspielerin und Hörspielsprecherin
- Glossbrenner, Adam John (1810–1889), US-amerikanischer Politiker
- Glossenus, Nikolaus (1510–1547), deutscher lutherischer Theologe und Reformator
- Glössl, Heinz Johann (* 1951), österreichischer Unternehmer und Politiker, Landtagsabgeordneter der Steiermark
- Glossmann, Hartmut (* 1940), deutscher Pharmakologe
- Gloßmann, Jan (* 1964), deutscher Radsportler
- Glössner, Heidi Maria (* 1943), Schweizer Schauspielerin
- Gloßner, Michael (1837–1909), deutscher katholischer Theologe und Philosoph
- Glossner, Ottoarndt (1923–2010), deutscher Jurist
- Glossner, Wolf (1946–2017), deutscher Bildhauer
- Glosson, Lonnie (1908–2001), US-amerikanischer Old-Time- und Country-Musiker sowie Mundharmonika-Spieler
- Glossop, Peter, Tontechniker und Tonmeister
- Glossop, Rudolph (1902–1993), britischer Geotechniker
- Glossy, Karl (1848–1937), österreichischer Literaturhistoriker und Direktor der städtischen Sammlungen
- Gloster, Chris (* 2000), US-amerikanischer Fußballspieler

### Glot
- Gloth, Heinz (1939–2015), deutscher Bergbauingenieur und Hochschullehrer
- Gloth, Thomas (* 1958), deutscher Handballspieler, -trainer und -funktionär
- Glotow, Stepan Gawrilowitsch (1729–1769), russischer Seefahrer, Erforscher der Beringstraße und Alaskas
- Glotter, Johannes, deutscher, dem Humanismus nahestehender reformierter Theologe
- Glottman, Jack, israelischer Jazzmusiker (Piano)
- Glottmann, Jaime, kolumbianischer Unternehmer und Kulturmäzen
- Glotz, Manfred (1942–1965), deutscher Arbeiter, Todesopfer an der innerdeutschen Grenze
- Glotz, Peter (1939–2005), deutscher Politiker (SPD), MdL, MdB, Publizist und KommunikationswissenschaftlerPeter Glotz (1939–2005)

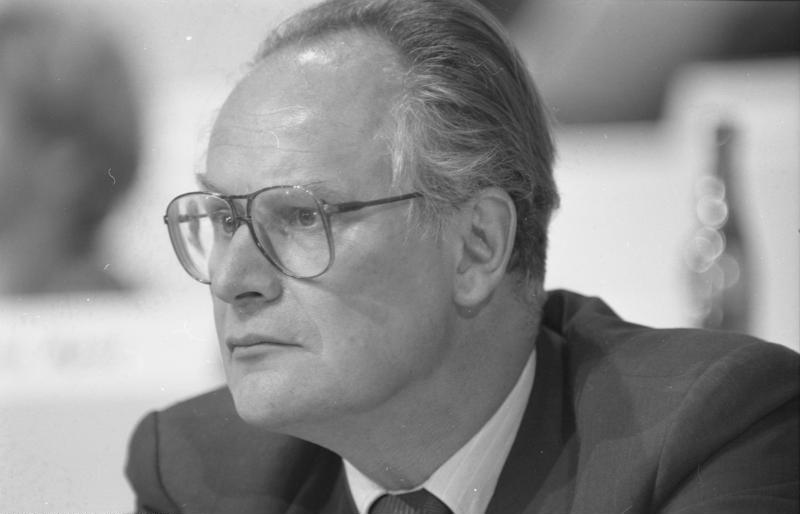
Peter Glotz (1939–2005)

- Glotzbach, Franz-Josef (* 1952), deutscher Politiker (CDU) und Staatssekretär
- Glotzbach, Michael (* 1947), deutscher Diplomat
- Glotzer, Sharon C. (* 1964), US-amerikanische Materialwissenschaftlerin
- Glötzl, Franz (1910–1942), österreichischer Bergmann und Opfer der politischen Justiz des Nationalsozialismus
- Glötzl, Maximilian (* 2002), deutscher Eishockeyspieler
- Glötzle, Franz Xaver (1816–1884), deutscher Maler, Lithograph, Drucker und Zeitungsverleger
- Glötzle, Ludwig (1847–1929), deutscher Kunstmaler
- Glötzner, Rudolf (1917–2010), deutscher Zehnkämpfer und Stabhochspringer

### Glou
- Gloucester, Anne of (1383–1438), englische Adlige und durch Ehe Countess of Stafford
- Gloucester, William, Duke of (1689–1700), englischer Thronfolger
- Gloukh, Oscar (* 2004), israelischer FußballspielerOscar Gloukh (* 2004)

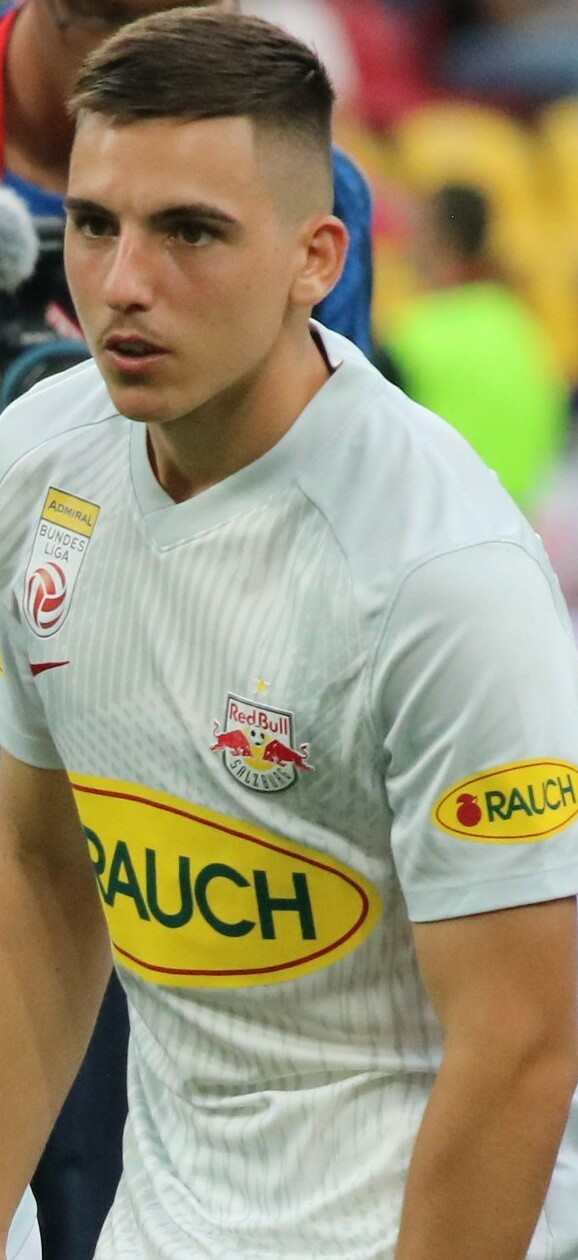
Oscar Gloukh (* 2004)

- Gloum, Virginie (* 1972), zentralafrikanische Marathonläuferin
- Glouner, Richard C. (1931–1998), US-amerikanischer Kameramann
- Gloury, Leigh (1929–2014), australischer Australian-Rules-Football-Spieler

### Glov
- Glova, Filip (* 1988), slowakischer Fußballschiedsrichter
- Glovacki, Léon (1928–2009), französischer Fußballspieler
- Glover, Amanda (* 1970), britische Beachvolleyball- und Volleyballspielerin sowie Volleyballtrainerin
- Glover, Ann († 1688), Opfer der Hexenverfolgung in der Kolonie Massachusetts
- Glover, Anne (* 1956), schottische Biologin
- Glover, Anwan (* 1975), US-amerikanischer Musiker, Filmschauspieler und Fernsehschauspieler
- Glover, Beverley (* 1972), britische Botanikerin und Hochschullehrerin
- Glover, Brian (1934–1997), britischer Schauspieler, Drehbuchautor und Wrestler
- Glover, Bruce (1932–2025), US-amerikanischer Schauspieler
- Glover, Caden (* 2007), US-amerikanischer Fußballspieler
- Glover, Candice (* 1989), US-amerikanische R&B-, Pop-, Soul- und Gospel-Sängerin
- Glover, Crispin (* 1964), US-amerikanischer Schauspieler
- Glover, Dana (* 1972), US-amerikanische Popsängerin
- Glover, Danny (* 1946), US-amerikanischer Schauspieler, Filmregisseur, politischer Aktivist, Sänger und UNICEF-SonderbotschafterDanny Glover (* 1946)

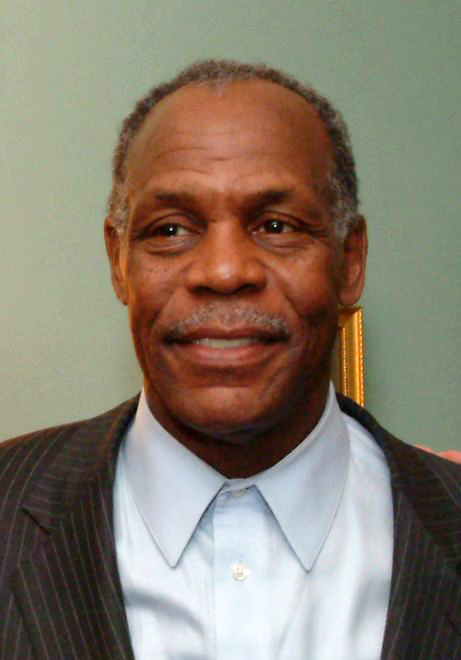
Danny Glover (* 1946)

- Glover, David Delano (1868–1952), US-amerikanischer Politiker
- Glover, Denis (1912–1980), neuseeländischer Dichter
- Glover, Donald (* 1983), US-amerikanischer Schauspieler, Comedian, Autor und Musiker
- Glover, Edward (1885–1980), US-amerikanischer Leichtathlet
- Glover, Edward (1888–1972), britischer Arzt, Psychoanalytiker
- Glover, Ernest (1891–1954), britischer Langstreckenläufer
- Glover, Frank (* 1963), US-amerikanischer Jazz-Musiker (Klarinette, Saxophon) und Komponist
- Glover, Fred (1928–2001), kanadischer Eishockeyspieler und -trainer
- Glover, Fred W. (* 1937), US-amerikanischer Mathematiker
- Glover, Guy (1910–1988), kanadischer Filmproduzent
- Glover, Helen (* 1986), britische Ruderin
- Glover, Henry (1921–1991), US-amerikanischer Produzent, Komponist und Arrangeur
- Glover, Ian (* 1978), englischer Snookerspieler
- Glover, James (1929–2000), britischer General
- Glover, Jamie (* 1969), britischer Theater- und Fernseh-Schauspieler sowie Sprecher
- Glover, Jane (* 1949), englische Dirigentin und Musikwissenschaftlerin
- Glover, Jesse R. (1935–2012), US-amerikanischer Kampfsportler
- Glover, John (1767–1849), englischer Landschaftsmaler
- Glover, John (1817–1902), britischer Chemiker
- Glover, John (1876–1955), englischer Fußballspieler
- Glover, John (* 1944), US-amerikanischer SchauspielerJohn Glover (* 1944)

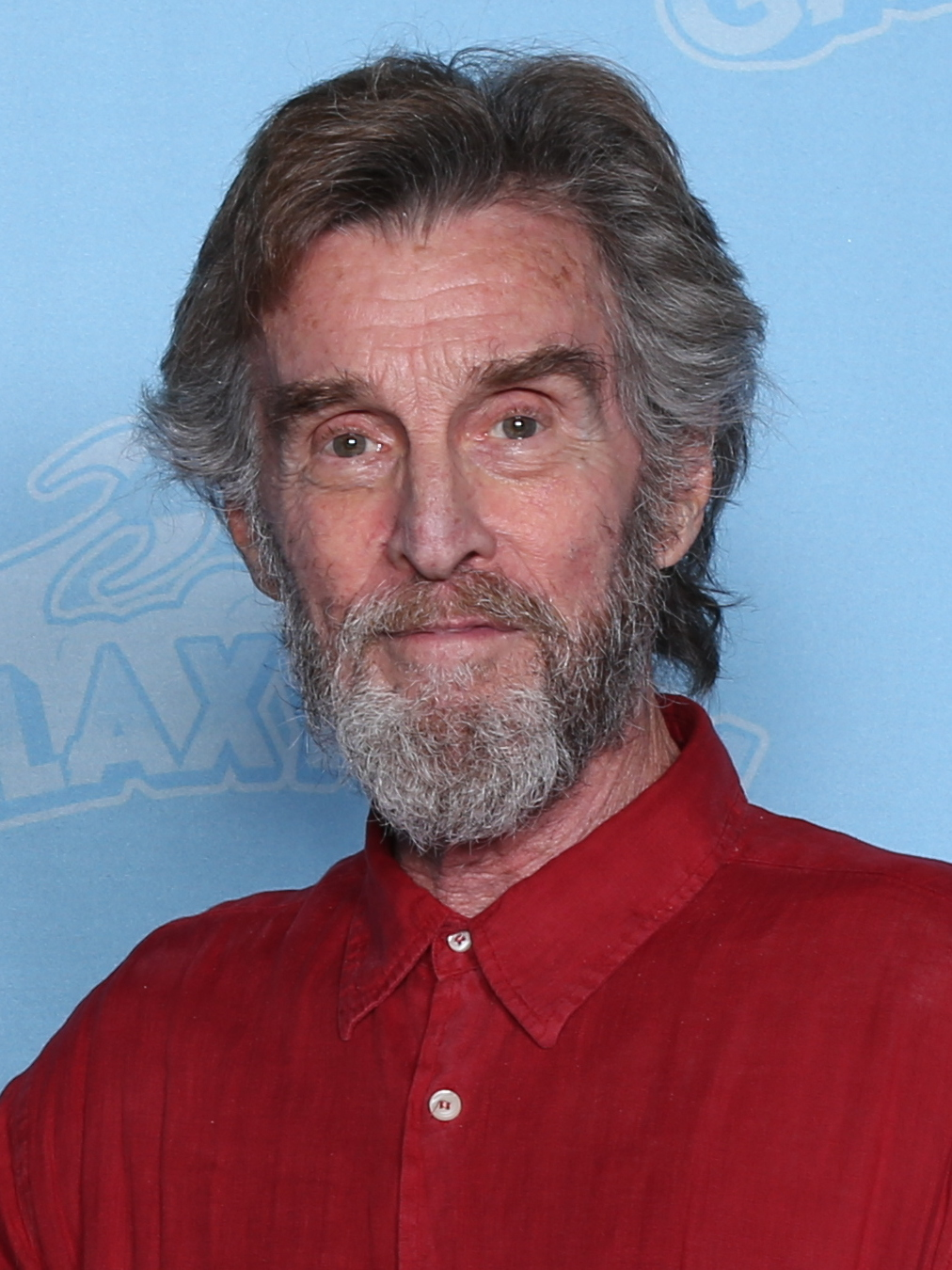
John Glover (* 1944)

- Glover, John Milton (1852–1929), US-amerikanischer Politiker
- Glover, John Montgomery (1822–1891), US-amerikanischer Politiker
- Glover, Jose († 1638), nonkonformistischer Geistlicher und Pionier des Buchdrucks
- Glover, Julian (* 1935), britischer Schauspieler
- Glover, Lucas (* 1979), US-amerikanischer Golfer
- Glover, Lucy (* 1998), britische Ruderin
- Glover, Mae (1906–1985), US-amerikanische Sängerin des Country Blues
- Glover, Malcolm (1897–1970), britischer Generalmajor
- Glover, Mike, britischer Bauingenieur
- Glover, Mike (1890–1917), US-amerikanischer Boxer im Weltergewicht
- Glover, Nicole (* 1991), amerikanische Jazzmusikerin (Tenorsaxophon, Komposition)
- Glover, Pat (1910–1971), walisischer Fußballspieler
- Glover, Randy, US-amerikanischer Computerspiel-Programmierer
- Glover, Richard (1712–1785), englischer Dichter
- Glover, Robert Mortimer (1815–1859), britischer Wissenschaftler, Anäthesologe und Chirurg
- Glover, Roger (* 1945), britischer BassistRoger Glover (* 1945)

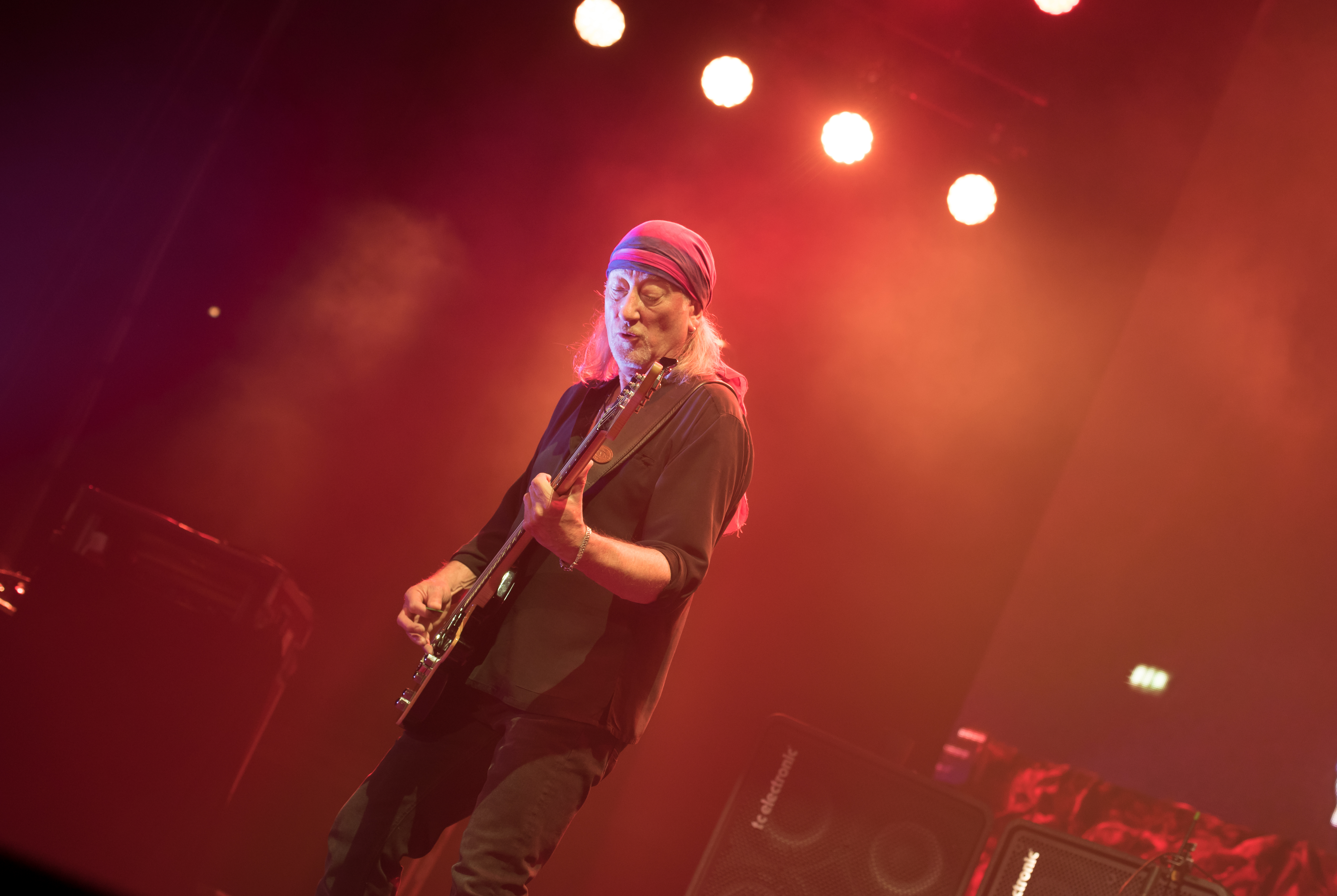
Roger Glover (* 1945)

- Glover, Sandra (* 1968), US-amerikanische Hürdenläuferin
- Glover, Sarah (1785–1867), britische Pfarrerstochter und Direktorin einer Sonntagsschule
- Glover, Savion (* 1973), US-amerikanischer Stepptänzer und Choreograf
- Glover, Shelley (1986–2004), US-amerikanische Skirennläuferin
- Glover, Stanley (1908–1964), kanadischer Leichtathlet
- Glover, Terrot R. (1869–1943), britischer Klassischer Philologe
- Glover, Thomas Blake (1838–1911), schottischer Kaufmann im Japan der Bakumatsu- und Meiji-Zeit
- Glover, Tim (* 1990), US-amerikanischer Speerwerfer
- Glover, Tony (1939–2019), US-amerikanischer Mundharmonika-Spieler und Sänger
- Glover, Trilby (* 1979), australische Schauspielerin
- Glover, Victor J. (* 1976), US-amerikanischer Astronaut der NASAVictor J. Glover (* 1976)

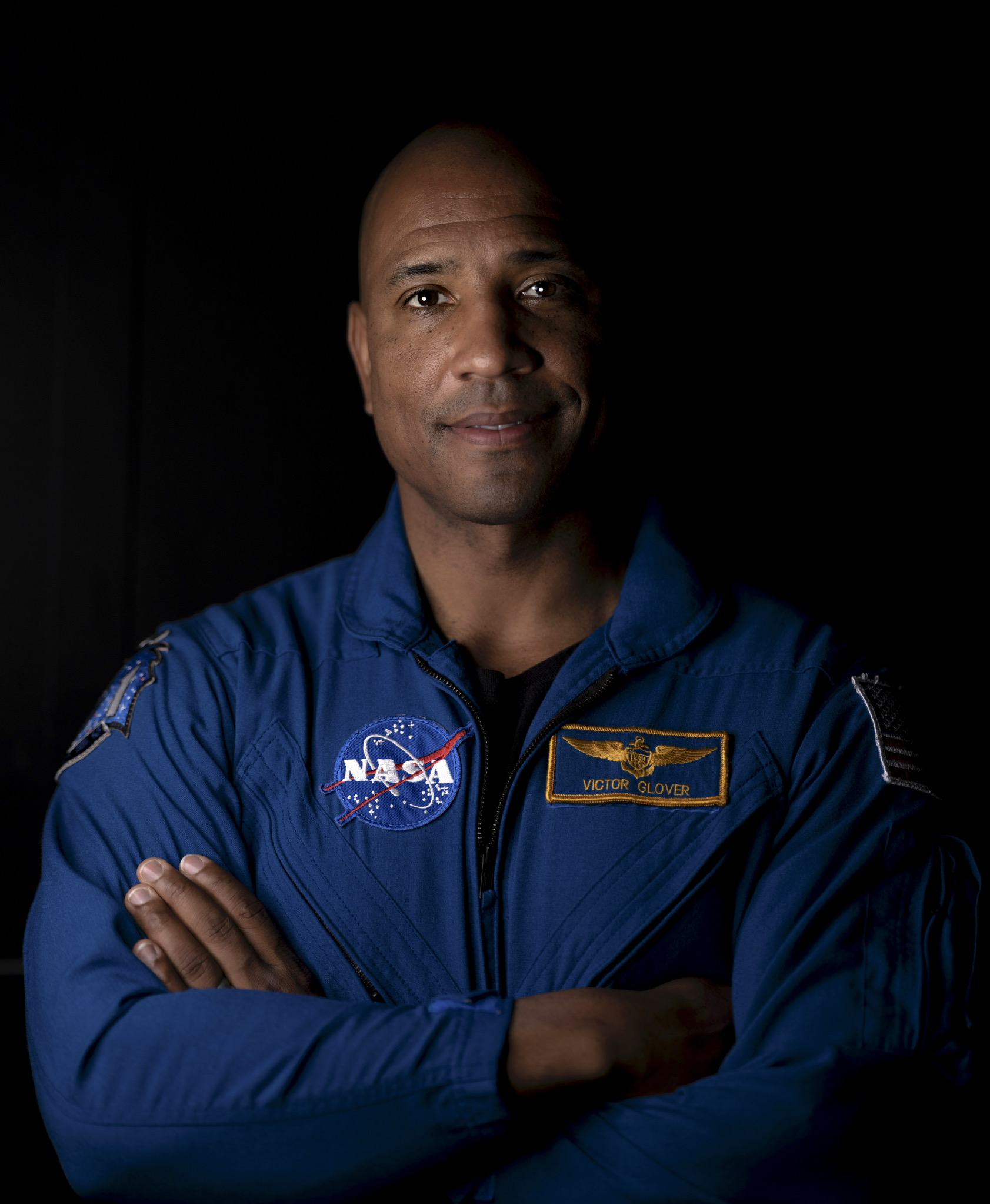
Victor J. Glover (* 1976)

### Glow
- Glow, Bernie (1926–1982), US-amerikanischer Jazztrompeter des Swing und des Modern Jazz
- Glowa-Burkhardt, Ruth (1918–1971), deutsche Opernsängerin (Sopran)
- Głowacki, Arkadiusz (* 1979), polnischer Fußballspieler
- Głowacki, Jan Nepomucen (1802–1847), polnischer Maler
- Głowacki, Janusz (1938–2017), polnischer Schriftsteller und Dramatiker
- Głowacki, Jerzy (1950–2022), polnischer Radrennfahrer
- Głowacki, Krzysztof (* 1986), polnischer Boxer
- Glowacki, Sylvia (1868–1916), österreichische Frauenrechtlerin
- Głowacki, Zdzisław (1919–1987), polnischer Maler
- Glowacz, Jürgen (* 1952), deutscher Fußballspieler
- Glowacz, Stefan (* 1965), deutscher Bergsteiger, Extrem-KlettererStefan Glowacz (* 1965)

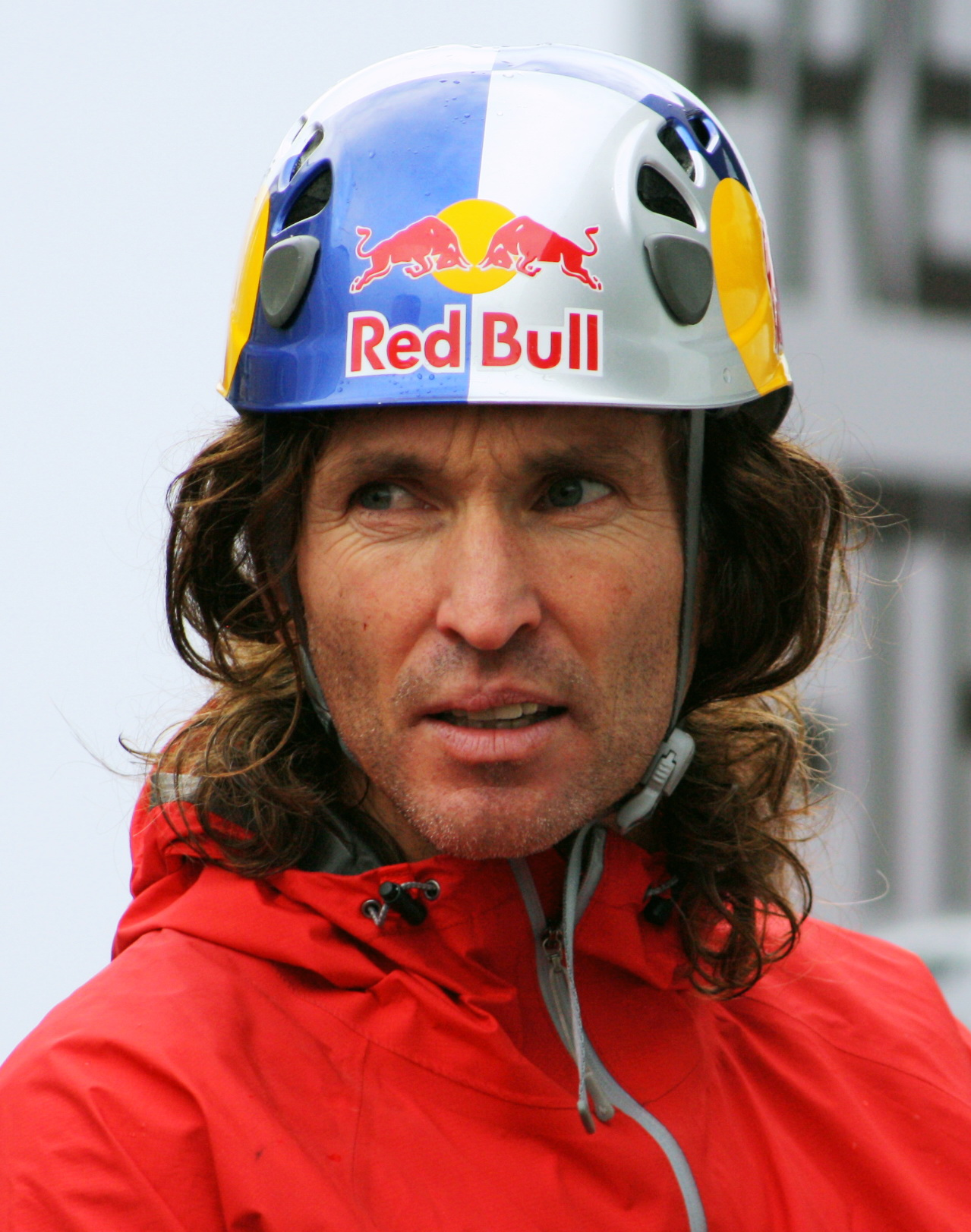
Stefan Glowacz (* 1965)

- Glowalla, Klaus (1924–1995), deutscher Schauspieler, Theaterregisseur, Hörspiel- und Synchronsprecher
- Głowaty, Zbigniew (1932–2014), polnischer Radrennfahrer
- Glowatzki, Georg (1924–2008), deutscher Anthropologe und Gerichtsmediziner in Bern
- Glowatzki, Joseph (1847–1936), deutscher Geistlicher und Politiker (Zentrum), MdR
- Glowatzki, Manfred (1933–2014), deutscher Kirchenmusiker und Posaunenchorleiter
- Glowatzky, Erich (1909–1999), deutsch-australischer Unternehmer und Mäzen
- Glowatzky, Michael (* 1960), deutscher Fußballspieler und Fußballtrainer
- Glowazki, Anton Wladimirowitsch (* 1988), russischer Eishockeyspieler
- Glowazki, Wadim (1970–2015), kasachischer Eishockeyspieler
- Glowicki, Grace, kanadische Schauspielerin, Produzentin, Drehbuchautorin und Regisseurin
- Głowienka, Zbigniew (* 1951), polnischer Generalleutnant
- Glowinski, Horst (1907–1993), deutscher evangelisch-lutherischer Geistlicher und Mykologe
- Glowinski, Jacques (1936–2020), französischer Neuropharmakologe
- Głowiński, Mateusz (* 2006), polnischer Fußballspieler
- Głowiński, Michał (1934–2023), polnischer Literaturwissenschaftler
- Glowinski, Roland (1937–2022), französischer Mathematiker
- Glowinski-Taubert, Luise (1906–1988), deutsche Malerin
- Glowka, Detlef (1934–2020), deutscher Erziehungswissenschaftler
- Glowka, Paul (1910–1950), deutscher Fußballtorhüter
- Glowna, Nikolaus (* 1961), deutscher Filmmusik-Komponist
- Glowna, Vadim (1941–2012), deutscher Schauspieler, Regisseur, Drehbuchautor, FilmproduzentVadim Glowna (1941–2012)

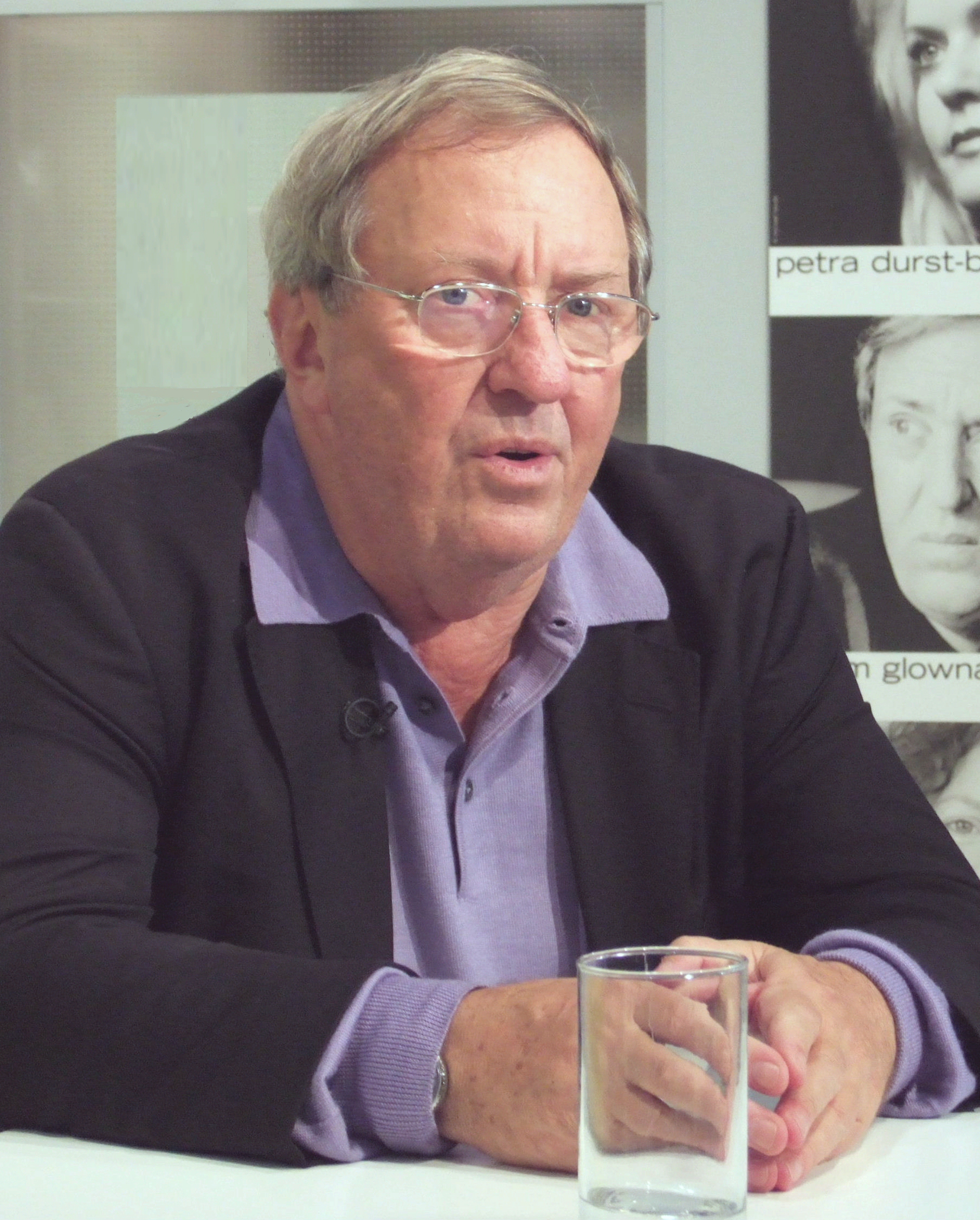
Vadim Glowna (1941–2012)

### Glox
- Gloxin, Anton Heinrich (1645–1690), deutscher Jurist und kaiserlicher Rat
- Gloxin, Balthasar (1601–1654), deutscher Jurist und herzöglicher Rat
- Gloxin, Benjamin Peter (1765–1794), deutscher Botaniker und Arzt
- Gloxin, David (1568–1646), deutscher Bürgermeister in Burg auf Fehmarn
- Gloxin, David (1597–1671), deutscher Bürgermeister und Diplomat
- Gloxin, Friedrich Hans (1635–1684), deutscher Verwaltungsjurist, gottorfischer Rat und Kurator der Universität Kiel
- Gloxin, Georg Benjamin (* 1660), deutscher Arzt und Mitglied der Gelehrtenakademie „Leopoldina“
- Gloxin, Gerhard, deutscher Fußballspieler

### Gloy
- Gloy, Arthur (1867–1934), deutscher Gymnasiallehrer und Heimatforscher
- Gloy, Elisabeth (1915–1985), deutsche Feldhockeyspielerin
- Gloy, Georg von (1823–1905), baltendeutscher Kommunaljurist, präsidierender Bürgermeister von Reval
- Gloy, Johann Christoph (1795–1879), deutscher Opernsänger (Bass), Theaterschauspieler und -regisseur
- Gloy, Karen (* 1941), deutsche PhilosophinKaren Gloy (* 1941)

Karen Gloy (* 1941)

- Gloy, Walter (1886–1953), deutscher Politiker (NSDAP), MdR, MdHB
- Gloyer, Frauke (* 1961), deutsche zeitgenössische Malerin
- Gloyne, Lula Owl (1891–1985), indianisch-amerikanische Krankenschwester
- Gloystein, Peter (* 1945), deutscher Bankmanager, Politiker (CDU), Wirtschaftssenator von Bremen

### Gloz
- Glózer, László (* 1936), deutsch-ungarischer Kunsthistoriker und Kunstkritiker
- Glozman, Valerie (* 2006), US-amerikanische Tennisspielerin